# Zensur in der Bundesrepublik Deutschland

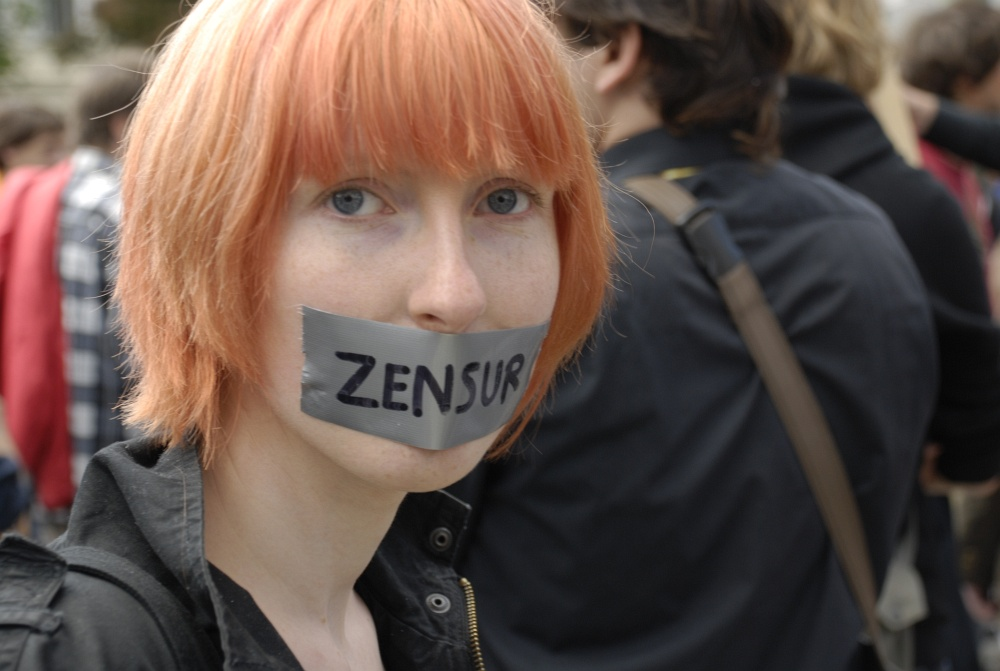
Teilnehmerin einer Demonstration gegen geplante Sperren für Internetseiten mit kinderpornografischen Inhalten in Berlin (2009)

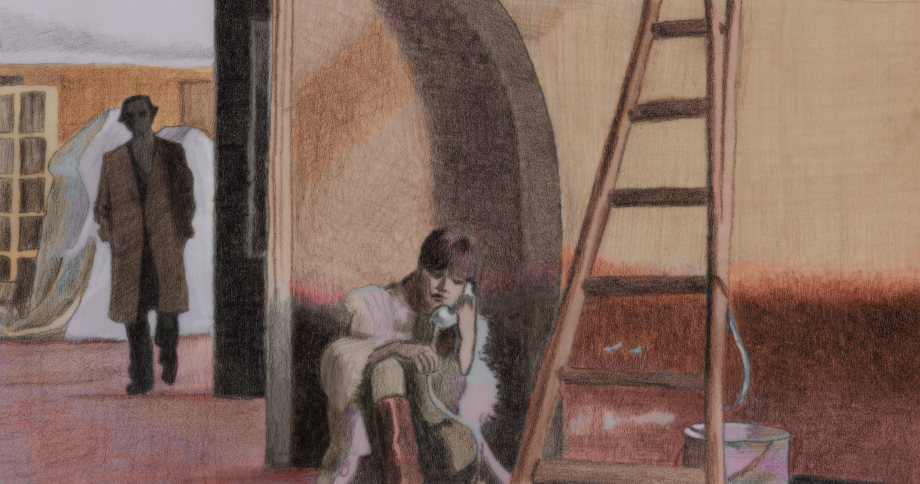
Illustration zu dem Film Der letzte Tango in Paris (1972)

Zensur in der Bundesrepublik Deutschland ist ein Thema aus der politischen Diskussion in Deutschland. Inhaltlich betrifft es unterschiedliche Bereiche: die grundgesetzlich garantierte Meinungs- und Pressefreiheit, die Freiheit der Kunst und den Jugendschutz. Ähnlich wie in anderen demokratischen Ländern ist die Frage, ob bestimmte Ereignisse, Maßnahmen, Zustände und Gesetze als Zensur bezeichnet werden können, gesellschaftlich umstritten. Eine Vorzensur als Zensur im klassischen Sinn ist nach dem Grundgesetz Artikel 5 („Eine Zensur findet nicht statt.“) verfassungswidrig. Das Thema „Zensur“ ist Bestandteil einer gesellschaftlichen Debatte über staatliche und behördliche Eingriffe wie Ermittlungen und Indizierungen durch die BzKJ, die durch den Artikel 5 des Grundgesetzes nicht ausgeschlossen sind, aber in Teilen der Gesellschaft als „Zensur“ wahrgenommen werden.

## Begriffsbestimmung
Vom Bedeutungsgehalt her sind die Begriffe Demokratie und Zensur nur schwer miteinander vereinbar. Demokratie – zumindest in ihrer modernen, in demokratisch verfassten Staaten gängigen Form – schließt Zensur aus. Auch die politische Praxis hat dieser Erkenntnis im Verlauf des 20. Jahrhunderts mehr und mehr Rechnung getragen: Meinungs-, Wissenschafts- und Kunstfreiheit gehören mit zu den wichtigsten Wesensmerkmalen demokratisch verfasster Staaten. Mit dem 1949 in Kraft getretenen Grundgesetz sowie der mit unterzeichneten Europäischen Menschenrechtskonvention bekennt sich die Bundesrepublik Deutschland ebenfalls zu diesen Werten. Auch praktisch rangiert Deutschland auf einschlägigen Indices in der Gruppe der vorderen zwanzig Länder: im Demokratieindex der Zeitschrift The Economist auf Platz 14 (als vollständige Demokratie); ähnlich im Pressefreiheits-Ranking der Organisation Reporter ohne Grenzen, die Deutschland 2010 auf Platz 17 einstufte.
Trotz allgemein deklarierter Verfassungsgrundsätze unterliegt jedoch auch die Meinungs-, Publikations- und Kunstfreiheit in Deutschland gewissen Einschränkungen. Die wichtigste Einschränkung sind andere, ähnlich hoch zu veranschlagende Rechtsgüter wie beispielsweise die freie Entfaltung der Persönlichkeit oder der Schutz vor Diskriminierung. Darüber hinaus sind einige Ausnahmen festgelegt – etwa für Kriegs- und Krisensituationen (bekanntes Beispiel: die Notstandsgesetze) oder bestimmte Personengruppen (zum Beispiel JVA-Insassen). Die klassische Vorzensur – im Sinn einer Behörde, die Publikationen vorab kontrolliert und je nach Maßgabe erlaubt, ablehnt oder aber Nachbesserungen einfordert – ist durch das Grundgesetz zwar abgeschafft (Artikel 5 Abs. 1: „Eine Zensur findet nicht statt.“). Als gängiger und von daher problematischer bewerten viele die Praxis der sogenannten Nachzensur, bei der erst nach Erscheinen einer Publikation einschränkende Maßnahmen erfolgen. In der Praxis – so die Kritik vor allem aus dem liberalen, linken und medienkritischen Spektrum – kommen hier unterschiedliche Mechanismen zum Tragen, die im Endeffekt zensurähnliche Mechanismen befördern oder diese gar, durch die Hintertür, etablieren. Ein damit verknüpfter, im Sinn demokratischer Teilhabe zu verurteilender Effekt sei die „Schere im Kopf“ – also vorauseilende Selbstzensur bei der Erstellung von Publikationen oder schöpferischen Werken. Eng verbunden damit ist der Begriff der informellen Zensur. Anders als institutionelle Zensur seitens behördlicher oder behördenähnlicher Institutionen – etwa durch Verbot oder Indizierung – wirkt informelle Zensur bereits im Vorfeld: indem sie versucht, potenziell konfliktträchtige Werke zu entschärfen. Gesellschaftlich gesehen ist die Frage, ob oder inwieweit eine Zensur stattfindet beziehungsweise nötig ist, umstritten: Die allgemeine Positionierung zum Thema sowie die Positionierung in einzelnen Fragen hängt oft ab von der allgemeinen politischen Grundeinstellung des Betrachters.
Ein wichtiges Mittel, um das Ausmaß einer potenziell stattfindenden Zensur zu bestimmen, ist der Vergleich. Zum einen der mit anderen Staaten. Verglichen mit Diktaturen (beispielsweise Nordkorea) oder Staaten, deren demokratische Verhältnisse als unvollständig beziehungsweise halbautoritär gewertet werden (Beispiel: Ungarn), erscheint der Zustand der Presse-, Meinungs- und Kunstfreiheit in Deutschland in einem guten Licht. Beim Vergleich mit anderen voll entwickelten Demokratien wie zum Beispiel Großbritannien, den Niederlanden, den USA oder Frankreich kommen eher Detailunterschiede zum Tragen. Hervorstechender sind die deutschen Verbote in Bezug auf Verherrlichung des Nationalsozialismus. Andere Differenzen betreffen größere oder geringere Restriktionen in Bezug auf die „freie Rede“ oder das tolerierte Level an Sex- und Gewalt-Darstellungen. Auch die Gesetzeslage sowie das zugrunde liegende Rechtsverständnis variieren zum Teil deutlich. Generell genießen die Niederlande sowie die skandinavischen Länder den liberalsten Ruf. Deutschland sowie die angelsächsischen Länder (Großbritannien, USA) gelten in Sachen Liberalität als durchwachsen. Stark katholisch geprägte Länder wie Frankreich, Spanien und Italien präsentieren sich im Bereich allgemeiner Freiheitsrechte stark unterschiedlich, tendieren im Bereich sexueller Themen jedoch zu einer etwas restriktiveren Handhabung.
Juristisch und gesellschaftlich ist der rechtliche Rahmen ebenfalls mit in Betracht zu ziehen. Der Vergleich mit dem „Dritten Reich“, der Weimarer Republik und dem Kaiserreich sowie der 1990 beigetretenen DDR ist sowohl geografisch als auch rechtlich und moralisch naheliegend. Rechtlich gesehen warteten alle vier mit unterschiedlichen Formen der Vor- oder Nachzensur auf. Beispiele: die Reichsschrifttumskammer (NS), die Filmprüfstelle (Weimarer Republik und Zeit des Nationalsozialismus), polizeibehördliche Verbote (Kaiserreich) und Druckgenehmigungsverfahren (DDR). Aufschlussreich bei der Betrachtung des Themas sind darüber hinaus zeitbedingte Schwerpunktverschiebungen. In den ersten beiden Jahrzehnten der Bundesrepublik Deutschland war vor allem das Thema Nationalsozialismus mit starken Vorbehalten, Tabus und Restriktionen belegt. Ebenso die Darstellung von Sexualität sowie Lebensentwürfen, die von der Mehrheit als moralisch oder gesellschaftlich anrüchig gewertet wurden (wie zum Beispiel Prostitution). In den 1970er- und 1980er-Jahren bestimmte vor allem der Umgang mit medial inszenierten Tabubrüchen sowie linken, systemkritischen Publikationen das Bild. Die Zensurdebatten der 1990er- und 2000er-Jahre schließlich waren stark vom Umgang mit den neuen Medien geprägt (Video, DVD, Computerspiele, Internet) sowie dem Thema Gewaltdarstellung. Bedeutsame Kontroversen warfen darüber hinaus die Themenbereiche Pressefreiheit und Schutz der Persönlichkeit auf. Für Diskussion sorgten insbesondere einige Urteile, welche den Schutz von Persönlichkeitsrechten über den der Kunstfreiheit stellten. Herausragendes Beispiel: der Fall Esra – ein Buch des Autors Maxim Biller, dessen vom Bundesverfassungsgericht bestätigtes Verbot im Jahr 2007 zu einer anhaltenden Kontroverse führte.

## Gesetze und Institutionen
Die Handhabung demokratischer Grundelemente wie Pressefreiheit, Meinungsfreiheit und Freiheit der Kunst war bei der Gründung der Bundesrepublik Deutschland eine wichtige Frage. Rechnung getragen wurde ihr vor allem durch das 1949 in Kraft getretene Grundgesetz. Bei der konkreten Ausgestaltung der verfassungsstaatlichen Grundsätze stellte sich als erstes die Frage nach der Abgrenzung von den Rechtsvorgängern. Vom Geist her orientierte sich der Parlamentarische Rat stark an den Vorgaben der Weimarer Republik. Die Praxis des Dritten Reiches, die auch im Bereich der Medien eine fast totale Gleichschaltung betrieben hatte, sollte durch gesetzlich garantierten Pluralismus ersetzt werden. Darüber hinaus waren wichtige Parameter bereits durch die Praxis der Besatzungsmächte vorgegeben. 1945 wurden in der britischen, US-amerikanischen und sowjetischen Besatzungszone die ersten Zeitungslizenzen erteilt. Kabaretts, Vergnügungsveranstaltungen sowie – stark von heimgekehrten Exilanten geprägte – Theater und Verlage hatten einige Weichen bereits gestellt. Ebenso die Reeducation, die vor allem von den US-Amerikanern forciert betrieben wurde. Dass die Willkürherrschaft der nationalsozialistischen Ära der Vergangenheit angehörte, unterstrichen auch einige spektakuläre Prozesse wie zum Beispiel der Nürnberger Hauptkriegsverbrecher-Prozess im Jahr 1946.
In der Praxis traten neben das Grundgesetz weitere Bestimmungen sowie Institutionen. Diese waren entweder mit der praktischen Ausführung einzelner Bestimmungen beauftragt worden oder formierten sich unabhängig davon. Die Freiheit der Presse etwa wurde in zahlreichen Ausführungen der Pressegesetzgebung konkretisiert. Hinzu kamen im Lauf der Jahre eine Reihe Institutionen, Behörden und Verbandsorganisationen, die sich bestimmten Durchführungsaspekten widmeten. Die bedeutendsten sind die Bundesprüfstelle für jugendgefährdende Medien (BPjM; seit 1954), die Freiwillige Selbstkontrolle der Filmwirtschaft (FSK; seit 1949), der Rundfunkrat und der Deutsche Presserat (seit 1956). Die Freiheit der Medien erhielt über diese Einrichtungen eine moralische Qualität, welche über die rechtlichen Ansprüche hinausgeht. Diese moralphilosophische Selbst-Bindung als Konsequenz aus der Freiheit macht die Selbstkontrolle zu einer Frage der Ethik. Mit Blick auf die deutsche Mediengeschichte ist festzuhalten, dass eine zu starke rechtliche Reglementierung die Gefahr schafft, die Kontroll- und Kritikfunktion der Medien zu beschneiden und damit der Zensur preiszugeben.

### Rechtliche Bestimmungen
Die wichtigste Rechtsgrundlage in Bezug auf die Meinungs-, Presse- und Kunstfreiheit ist Artikel 5 Grundgesetz (Garantie der Meinungsfreiheit). Da Meinungs-, Presse- und Kunstfreiheit mit anderen Werten in Interessengegensatz geraten können (beispielsweise dem Schutz der Persönlichkeit sowie straf- oder zivilrechtlichen Tatbeständen), kommen in der Praxis unterschiedliche Rechtsaspekte zum Tragen. Die Wichtigsten:
- Grundgesetz Artikel 5. Artikel 5 (insbesondere hier Absatz 1) garantiert nicht nur die Meinungs-, Presse-, Berichterstattungs- und Zensurfreiheit, sondern setzt sie darüber hinaus in den Rang eines Verfassungsgrundsatzes.[17] Ebenso garantiert werden die Freiheit der Kunst und der Wissenschaft.
- Persönlichkeitsrechte. Allgemeine Grundlage ist Artikel 2 Absatz 1 GG (Garantie der freien Entfaltung der Persönlichkeit). In der konkreten Praxis mit davon tangiert sind unter anderem der Schutz vor Verleumdung, übler Nachrede und nachweislich falschen Tatsachenbehauptungen. Weitere Rechtsaspekte betreffen das Urheberrecht, den Schutz des Eigentums sowie der privaten Sphäre.
- Schutz der freiheitlich-demokratischen Grundordnung; Volksverhetzung. Der Begriff Freiheitliche demokratische Grundordnung (FdGO) findet sich in unterschiedlichen Grundgesetz-Artikeln. Zusätzlich präzisiert wurde er 1952 durch das Bundesverfassungsgericht.[18] In der Praxis fungiert die FdGO als Abgrenzungsbegriff gegenüber totalitären Konzepten. Eine Besonderheit der bundesdeutschen Rechtsprechung sind klar formulierte Straftatbestände in Bezug auf Volksverhetzung, NS-Verherrlichung, Gebrauch von Symbolen der NS-Herrschaft sowie Holocaustleugnung.
- Diskriminierungsverbot. Diskriminierung aufgrund von Herkunft, Hautfarbe, Geschlecht oder anderer Merkmale ist nicht nur im öffentlichen Diskurs zunehmend geächtet. Aus Artikel 3 GG („Alle Menschen sind vor dem Gesetz gleich“) abgeleitete Gesetze zur Einschränkung von Diskriminierung spielen insbesondere im Rahmen der Europäischen Union eine zunehmende Rolle.[19]
- Jugendschutzgesetze. Das 2002 in wesentlichen Aspekten novellierte Jugendschutzgesetz (JuSchG) und der Jugendmedienschutz-Staatsvertrag (JMStV) enthalten zahlreiche Sonderregelungen in Bezug auf Kinder und Jugendliche. Neben allgemeinen Aspekten wie dem Besuch von Gaststätten betrifft es auch eingeschränkte Formen des Medienkonsums – vor allem im Hinblick auf die Darstellung von Sexualität und Gewalt. In der Praxis spielen hier auch die unterschiedlichen Altersfreigaben der FSK eine maßgebliche Rolle.
- Bestimmungen zum Schutz von Religionsbekenntnissen sowie Ehe und Familie. Die grundgesetzlich garantierte Glaubensfreiheit (Artikel 4 GG, Freiheit des Glaubens und Gewissens) kollidiert in der Praxis ebenfalls immer wieder mit dem Recht auf freie Meinungsäußerung (insbesondere bei satirischen Darstellungen, die von Glaubensanhängern oft als herabwertend gewertet werden). Die sogenannte Sittengesetzgebung – also die Regelungen in Bezug darauf, welches Verhalten und welche Publikationen in der Öffentlichkeit als angemessen angesehen werden können – hat sich seit Ende der 1960er grundlegend gewandelt. Gewissen Einschränkungen unterlegen ist nach wie vor Pornografie – vor allem in ihren härteren Varianten.
- Straftatbestände. Kriminelle Straftatbestände wie zum Beispiel Menschenhandel und Kinderpornografie sind eindeutig sanktioniert. Ebenso gilt dies für Publikationen, die diese unterstützen oder gar als Teil des „Konsumangebots“ fungieren.
- Sicherheitsgesetze. Der Aspekt der „inneren Sicherheit“ kam seit Bestehen der Bundesrepublik in unterschiedlicher Weise zum Tragen: als Vorgehen staatlicher Behörden gegen deklamierten Geheimnis- und Landesverrat (bekanntestes Beispiel: die Spiegel-Affäre 1962), als gesetzlich flankierte Einschränkung der Publikationspraxis im Zuge der Terrorismusbekämpfung seit 1968 (Mitgliedschaft in einer terroristischen Vereinigung; Paragrafen 129 und 129a StGB) und als allgemeine Modifikationen der Gesetzespraxis aufgrund erfolgter oder befürchteter islamistischer Terroranschläge.[20]
- Internetrecht. Die Rechtsbestimmungen zur Regelung von Publikationen auf Onlineseiten spielen spätestens seit der Jahrtausendmarke eine immer größere Rolle. Wichtige Rechtsaspekte, die zum Teil kontrovers diskutiert werden, sind die Frage der Verantwortlichkeit für extern verlinkte Seiten oder Fragen des Markenschutzes. Aufgrund der technischen Dynamik des Mediums halten viele eine stärkere Kontrolle für erforderlich. Andere hingegen konstatieren, dass das Medium ein besonderes Ausmaß an Freiheit und Selbstverwirklichung gewährleiste, welches weiter erhalten bleiben und zusätzlich ausgebaut werden solle.[21]
- Urheberrecht. Allgemein gesprochen regelt das Urheberrecht den Schutz des geistigen Eigentums. Auch in der Debatte um Rahmen und Grenzen der Kunst- und Publikationsfreiheit spielt das Urheberrecht immer wieder eine Rolle. Beispiele: die Auseinandersetzungen um Internetseiten, die Plagiate in Diplomarbeiten belegten, und den Roman Axolotl Roadkill.

### Institutionen
Im Zensur-Diskurs der Bundesrepublik kristallisierten sich bereits ab Anfang der 1950er-Jahre einige Institutionen heraus, die bei der konkreten Ausgestaltung der Publikations- und Medienlandschaft unterstützend tätig wurden. Ebenfalls aufzuführen sind staatliche Institutionen wie Staatsanwaltschaften und Gerichte, In der Regel wurden diese bislang allerdings nur in besonderen Fällen aktiv. Geläufiger hingegen sind zivilrechtliche Auseinandersetzungen, etwa um bestimmte Inhalte bestimmter Publikationen. Die wichtigsten Institutionen:
- Staatsanwaltschaften, in Einzelfällen auch die Länder-Innenminister. Staatliche Behörden sind per Gesetz dazu autorisiert, gegen Publikationen und Medienprodukte vorzugehen, deren Inhalt gegen geltende Gesetze verstößt. Vom Themenkomplex politischer Extremismus einmal abgesehen, spielen staatsanwaltschaftliche Ermittlungsverfahren eine eher sekundäre Rolle. Bedeutendste Sanktionsmittel: Verbotsverfügungen, Beschlagnahmungen; in Einzelfällen strafrechtliche Ermittlungsverfahren und Sanktionen gegen einzelne Personen.
- Zivile Gerichte (Amts-, Land-, Oberlandesgerichte, Bundesgerichtshof; Bundesverfassungsgericht). Zivilrechtliche Auseinandersetzungen können ebenfalls gravierende Folgen im Hinblick auf das Erscheinen eines Buchs, Films oder sonstigen Medienprodukts haben. Wichtigstes Rechtsmittel hier ist das der Einstweiligen Verfügung. Allerdings können Autoren, Verleger oder Filmproduzenten dagegen Rechtsmittel einlegen, so dass die Einstweiligen Verfügungen – zumindest theoretisch – lediglich einen aufschiebenden Charakter haben. Die potenziellen Folgen zivilrechtlicher Auseinandersetzungen sind breit: Sie reichen von Schwärzungen bestimmter Textstellen bis hin zu richterlich verfügten Verboten.[22]
- Die Bundesprüfstelle für jugendgefährdende Medien (BPjM). Die 1954 gegründete Bundesprüfstelle (vormals: Bundesprüfstelle für jugendgefährdende Schriften, BPjS), zunächst dem Innen-, später dem Familienministerium unterstellt und angesiedelt in Bonn, ist für potenzielle Indizierungen zuständig. Gesetzliche Vorgänger waren ein aus der Zeit der Weimarer Republik stammendes und in der NS-Zeit modifiziertes Gesetzwerk – das Gesetz zur Bewahrung der Jugend vor Schund- und Schmutzschriften aus dem Jahr 1926. Neue Grundlage wurde das 1953 verabschiedete Gesetz über die Verbreitung jugendgefährdender Schriften. Vertreten sind in der BPjM alle bedeutenden gesellschaftlichen Gruppen. Dem Selbstverständnis nach dient sie dem Jugendmedienschutz. Die Prüfung erfolgt auf Antrag – wobei der Kreis möglicher Antragsteller in der Praxis weit über den behördlicher Jugendfürsorgeträger hinausreicht. Bedeutendstes Sanktionsmittel: Aufnahme in die Liste der indizierten Medien.[23] Dies stellt, entgegen der landläufigen Meinung, kein Verbot des Werkes dar.

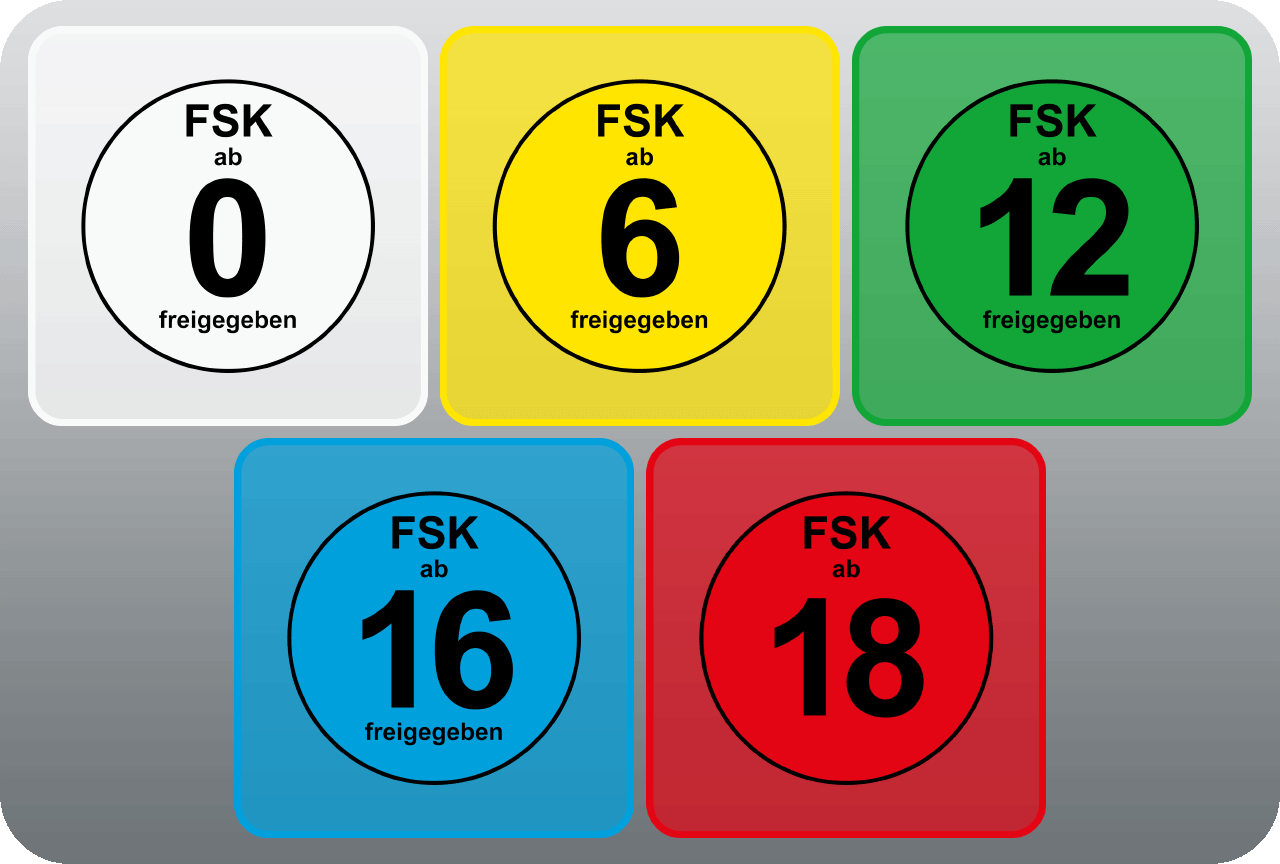
FSK-Kennzeichen seit 1. Dezember 2008

- Die Freiwillige Selbstkontrolle der Filmwirtschaft (FSK). Sie besteht bereits seit 1949. Sitz der FSK ist die hessische Landeshauptstadt Wiesbaden. Die FSK wird von den Spitzenorganisationen der Filmwirtschaft (SPIO) getragen, einem Dachverband, dem rund 1100 Mitgliedsfirmen angehören. Rechtsgrundlage der von der FSK vorgenommenen Alters-Indizierungen ist das Jugendschutzgesetz. Aktuelle Indizierungen sind FSK-0 (unbeschränkt freigegeben), FSK-6, FSK-12, FSK-16 und FSK-18. Die Etikettierungen der FSK betreffen auch den Verkauf von Videos und Spielen. In der Praxis führen insbesondere die beiden letzten Levels (Freigabe ab 16 bzw. 18 Jahren) zu mehr oder weniger deutlichen Einschränkungen der Vorführung bzw. der Verbreitung – etwa im Rahmen von TV-Ausstrahlungen (wo sich TV-Sender regelmäßig mit dem Wegschneiden beanstandeter Szenen behelfen) oder beim Verkauf. Bedeutendste Sanktionsmittel: keine FSK-Freigabe; FSK-Freigabe ab 18.[24]
- Der Rundfunkrat (beim ZDF: Fernsehrat). Die den einzelnen ARD-Anstalten beigeordneten Rundfunkräte sowie der ZDF-Fernsehrat sind Aufsichtsgremien, welche die Erfüllung des gesetzlich festgelegten Sendeauftrags der öffentlich-rechtlichen Sender gewährleisten sollen. Eingeführt mit Gründung der ARD, sind in ihm sowohl Vertreter der im Bundestag vertretenen Parteien als auch Vertreter sonstiger großer Interessengruppen vertreten. In der Praxis nimmt dieses Dachgremium einen nicht unerheblichen Einfluss auf Programme und Personalentscheidungen der einzelnen Anstalten. Für zum Teil heftige Kontroversen sorgten die nach Meinung von Kritikern zu starke Orientierung an den Programmen der privaten Sender sowie die verstärkte Einflussnahme von Parteien auf das redaktionelle Geschäft. Beispiel: die Entlassung des langjährigen ZDF-Chefredakteurs Nikolaus Brender.[25] Sanktionsmittel: keine, da – zumindest von der Zielsetzung her – lediglich beratend tätig.
- Der Deutsche Presserat. Ähnlich wie die FSK ist auch der Deutsche Presserat ein von unterschiedlichen Berufsverbänden etabliertes Gremium. Der Presserat überwacht die Einhaltung allgemeiner journalistischer Grundsätze. Grundlage ist ein vom Presserat ausgearbeiteter Pressekodex. Die Beschwerdeprozedur ist vergleichsweise unformal und kann, zumindest grundsätzlich, von jedem Bürger in Anspruch genommen werden. Wichtigstes Sanktionsmittel ist die Rüge. Öffentliche Rügen – so jedenfalls die Selbstverpflichtung der im Presserat mitvertretenen Verlage – muss das entsprechende Medium abdrucken. Die Anzahl der ausgesprochenen Rügen bewegte sich in den letzten Jahren um die 20 pro Jahr. Angesichts des anhaltend in der Kontroverse stehenden Boulevard-Journalismus halten viele Kritiker das Mittel der Rüge für unzulänglich.[26] Bedeutendstes Sanktionsmittel: die öffentliche Rüge.

Über die aufgeführten Institutionen hinaus gibt es einige weitere, die vor allem im Bereich Fernsehen und Spiele/Neue Medien aktiv sind. Funktionsweise und Aufgaben ähneln mehr oder weniger stark denjenigen der FSK. Im Einzelnen sind dies: die Freiwillige Selbstkontrolle Fernsehen (FSF), die Freiwillige Selbstkontrolle Multimedia-Diensteanbieter (FSM) und die Unterhaltungssoftware Selbstkontrolle (USK). Neben den offiziell mit Indizierungen und Freigaben befassten Institutionen gibt es zahlreiche Interessenzusammenschlüsse, die im Medien-, Unterhaltungs- und Kunstbereich ebenfalls Engagement entfalten. Wichtige Interessengruppen hier sind die beiden Kirchen, die eigene Bewertungsanstalten enthalten und in der Vergangenheit zum Teil umstrittene Empfehlungen oder Warnungen aussprachen. Auf katholischer Seite sind das beispielsweise der film-dienst (früher: Katholischer Filmdienst), auf evangelischer Seite die Filmzeitschrift epd Film sowie weitere vom Evangelischen Pressedienst herausgegebene Publikationen. Darüber hinaus gibt es zahlreiche Vereine und Initiativen, die sich bestimmten Medien oder bestimmten Aspekten eines oder mehrerer Medien gewidmet haben. Je nach Ausrichtung vertreten sie auch in Bezug auf die Publikationsfreiheit unterschiedliche Positionen. Konfliktpunkte sind dabei vor allem die Darstellung von Gewalt (bzw. das noch tolerierbare Ausmaß von Gewaltdarstellungen) sowie die Darstellung sexueller Handlungen. Eine äußerst umstrittene Rolle spielte in den ersten Jahrzehnten der Bundesrepublik der katholische Volkswartbund, der nicht nur zahlreiche Kampagnen gegen den – seiner Meinung nach drohenden – Sittenverfall führte, sondern hunderte von Indizierungsanträgen bei der BPjS stellte.

### Formen
In der Praxis gestaltet sich das Spektrum an Eingriffsmöglichkeiten, die unter den Begriff Zensur gefasst werden können, recht differenziert. Es reicht von Verboten und staatsanwaltschaftlichen Ermittlungen über abgestufte Formen der Vertriebseinschränkung (Liste der jugendgefährdenden Medien, Altersfreigabe) bis hin zu Einstweiligen Verfügungen und Zivilklagen. Verbote seitens der Länder-Innenminister gab es bislang nur in wenigen Einzelfällen. Gängig hingegen sind sogenannte Indizierungen. Ein weiteres Einschränkungsmittel sind gestaffelte Altersfreigaben. Regelmäßig kommt es auch anlässlich einstweiliger Verfügungen gegen bestimmte Werke zum Vorwurf der Zensur. Einerseits ist die einstweilige Verfügung ein Mittel des Zivilstrafrechts. Andererseits bemängeln Verleger, Autoren, Journalisten und Medienwissenschaftler, dass einstweilige Verfügungen ein elegantes Mittel seien, um die Publikation unerwünschter Inhalte praktisch zu unterbinden. Unterschiedlich sind schließlich auch die Techniken, die bei der Umsetzung der aufgeführten Maßnahmen zum Tragen kommen können. Sie reichen von absoluten Publikationsverboten über eingeschränkte Publikationsverbote (Freigabe ab 18) bis hin zu Filmschnitten, Textschwärzungen sowie Balken über Gesichtern oder Geschlechtsmerkmalen. Absolute Verbote, bei denen selbst der Besitz strafbar ist, kamen bislang nur in wenigen Fällen zur Anwendung. Etwas häufiger vor kommen einfache Verbote – in der Regel kombiniert mit einer Beschlagnahme der entsprechenden Auflage. Um Publikationen oder Medien zu verbieten, zu indizieren, beschränkt oder in veränderter Form freizugeben, kommen folgende Sanktionsformen zur Anwendung:
- Die Beschlagnahmung. In der Regel wird eine Beschlagnahmung auf Basis folgender Gesetze eingeleitet: § 86a StGB (Verwenden von Kennzeichen verfassungswidriger Organisationen), § 90 StGB (Verunglimpfung des Staates und seiner Symbole), § 130 StGB (Volksverhetzung), § 130a StGB (Anleitung zu Straftaten), § 131 StGB (Gewaltdarstellung), § 184a StGB (Verbreitung gewalt- oder tierpornografischer Schriften), § 184b StGB (Verbreitung, Erwerb und Besitz kinderpornografischer Schriften), § 185 StGB (Beleidigung) und § 187 StGB (Verleumdung). Anlass zu Beschlagnahmungen und Verboten boten darüber hinaus immer wieder die Anti-Terror-Paragrafen § 88 und § 129a StGB (Werbung für eine kriminelle bzw. terroristische Vereinigung). Ausführende Instanz: i. d. R. Staatsanwaltschaften, Polizei.[30]
- Das Verbot. In der Praxis ist es schwer, die Begriffe Beschlagnahmung und Verbot gegeneinander abzugrenzen. In der Regel ist bei beschlagnahmten Medien lediglich die Verbreitung sowie die sonstige Zugänglich-Machung verboten. Der Besitz hingegen ist – von ganz wenigen Ausnahmen abgesehen – straffrei. Ausführende Instanz: Justiz bzw. in besonderen Fällen auch die Länder-Innenminister.[30]
- Die Indizierung. Im Unterschied zum Verbot bedeutet eine Indizierung lediglich eine Vertriebseinschränkung. In der Praxis ist diese allerdings gravierend. Sie beinhaltet Werbe- und Ausstellungsverbote, TV-Ausstrahlungsverbote sowie zum Teil erhebliche Einschränkungen im Versandhandel. Zusätzlich kann die BPjM zudem Beschlagnahmungen empfehlen oder befürworten. Automatisch indiziert werden: a) beschlagnahmte Medien, b) pornografische Medien. Ausführende Institution: die Bundesprüfstelle für jugendgefährdende Medien (BPjM).[31]
- Die Altersfreigabe. Im Gegensatz zur Indizierung haben entsprechende Altersfreigaben (FSK-18 bzw. keine Freigabe) weniger einschneidende Konsequenzen. Die FSK-Freigabe ist lediglich ein Kennzeichnungsetikett. In der Praxis sind sie ein Hinweis an Händler, Verleiher oder Kinos, bestimmte Filme oder Videos Jugendlichen nicht zugänglich zu machen. Eine Rolle spielen FSK-Auszeichnungen auch bei den Ausstrahlterminen im TV. So werden Filme ab 16 bzw. 18 im Free-TV erst nach 22 Uhr ausgestrahlt. Das FSK-Etikett ist nicht zwingend. Der Status „ohne Freigabe“ bringt vertriebstechnisch allerdings erhebliche Nachteile und führt praktisch fast immer zu einer Indizierung. Ausführende Institution: die Freiwillige Selbstkontrolle der Filmwirtschaft (FSK).[32]
- Schwärzung, Unkenntlichmachung bestimmter Stellen (zum Beispiel mittels sogenannter „Zensurbalken“) und Werksänderungen. Die aufgeführten Mittel kommen im Bereich von Print-Medien zum Zug. In der Regel sind sie Resultat von Zivilklagen, einstweiligen Verfügungen oder Urheberrechtsverletzungen. Gelegentlich kommen sie auch zum Zug, um mögliche Auseinandersetzungen zu vermeiden. Juristisch gesehen verursachende Instanz: in den meisten Fällen das Zivilrecht.[33]
- Die Heraustrennung politisch problematischer Seiten, z. B. die nationalsozialistischen Einträge 1934 bis 1945 aus dem Stahlbuch (Goldenes Buch) der Stadt Essen, so dass es in der Bundesrepublik wieder verwendet werden konnte.

Über die aufgeführten Sanktionsformen hinaus stehen auch informellere Formen der Informationsunterdrückung immer wieder in der Kritik. Im Zuge der 68er-Bewegung sowie der Auseinandersetzungen mit der Rote Armee Fraktion (RAF) in den 1970er-Jahren gab es um die Frage der Publikationsfreiheit erbitterte Auseinandersetzungen. Das aufgrund seiner Zusammenstellung umstrittene Dritte Russell-Tribunal (1977–1979) etwa kritisierte die bundesdeutschen Staatsorgane als stark repressiv und merkte einen Mangel an tatsächlicher, insbesondere systemkritischer Meinungsfreiheit an. In den letzten Jahren tauchte der Begriff der informellen Zensur ebenfalls in unterschiedlichen Zusammenhängen auf. Er bezieht sich vor allem auf die „Schere im Kopf“ – also die freiwillig, in vorhergegriffener Anpassung erfolgte Selbstzensur aufgrund angenommener oder tatsächlicher Machtverhältnisse. Angesichts dieser Machtverhältnisse stelle sich die Frage, wie sicher die Meinungs-, Publikations- und Kunstfreiheit in der Bundesrepublik tatsächlich sei. Eine besondere Gefahr sehen Kritiker insbesondere angesichts der immer stärkeren, undurchschaubareren privatwirtschaftlichen Medienkonzentration. Ein weiterer Aspekt, so vor allem gewerkschaftsnahe Kritiker, seien die damit einhergehenden Niedriglöhne – ein Aspekt, der sich mit ungehinderter Meinungsäußerung ebenfalls schlecht vertrage.

## Geschichte
Seit Gründung der Bundesrepublik sorgte der Widerspruch zwischen der grundgesetzlich garantierten Meinungs- und Kunstfreiheit und der gesellschaftlich-juristisch-staatlichen Praxis für eine Vielfalt unterschiedlicher Konflikte. Eine große Anzahl betraf die Auslegung des Rechts auf Meinungsäußerung, also den unmittelbar politischen Bereich. Regelmäßigen Stoff für Auseinandersetzungen lieferten darüber hinaus zahlreiche künstlerische Produkte – umstrittene Bücher, Theaterstücke, Comics, Filme sowie Musikproduktionen. Was Prüfer, Bürger oder Staatsanwälte als anstößig empfunden und entsprechend mit unterschiedlichen Sanktionen belegt wurde, schwankt. Ein sensibles Thema in den ersten beiden Jahrzehnten der Bundesrepublik war beispielsweise die Behandlung der NS-Vergangenheit. Unter Verdikt gerieten darüber hinaus viele Produkte, die sich mit Sexualität beschäftigten oder anderweitig ein (an den gesellschaftlichen Maßstäben gemessen) zu freizügiges Denken an den Tag legten.
In den 1970er- und 1980er-Jahren trat eine mehr oder weniger deutliche Schwerpunktverschiebung zutage. In Sachen Sex sorgte die allgemeine Liberalisierung für eine grundlegende Veränderung (Stichwort: Pornografie-Freigabe); beim Thema Gewalt zeichnete sich bereits in den 1960er-Jahren ein höheres Toleranz-Level ab (Stichwort: Italowestern-Welle). Stärker als in den Dekaden zuvor riefen vor allem politische Statements, systemkritische Texte und Satiren die Ordnungskräfte auf den Plan. Trotz dieser Begleitumstände wird die Dekade von vielen als positiv bewertet: in dem Sinn, dass das Recht auf politische und künstlerische Äußerung weitaus stärker ausgeschöpft wurde als in den Jahrzehnten zuvor. Ein weiterer Paradigmenwechsel zeichnete sich mit der Einführung des Privatfernsehens sowie dem Aufkommen neuer Medienformate wie Video-Kassette, DVD, Videospiele und Internet ab. Die in den 1970er-Jahren veränderten Gewalt- und Moralschwellen rückten erneut in die Diskussion. Ein weiterer Faktor, der im neuen Jahrtausend für Auseinandersetzungen sorgte, war das zunehmende Geltendmachen von Persönlichkeitsrechten – eine Entwicklung, der von bedeutenden Gerichten wie dem Bundesverfassungsgericht zwar Rechnung getragen wurde, von Verlags- und Autorenvertretern allerdings mit großer Sorge betrachtet wird.

### 1948 bis 1970

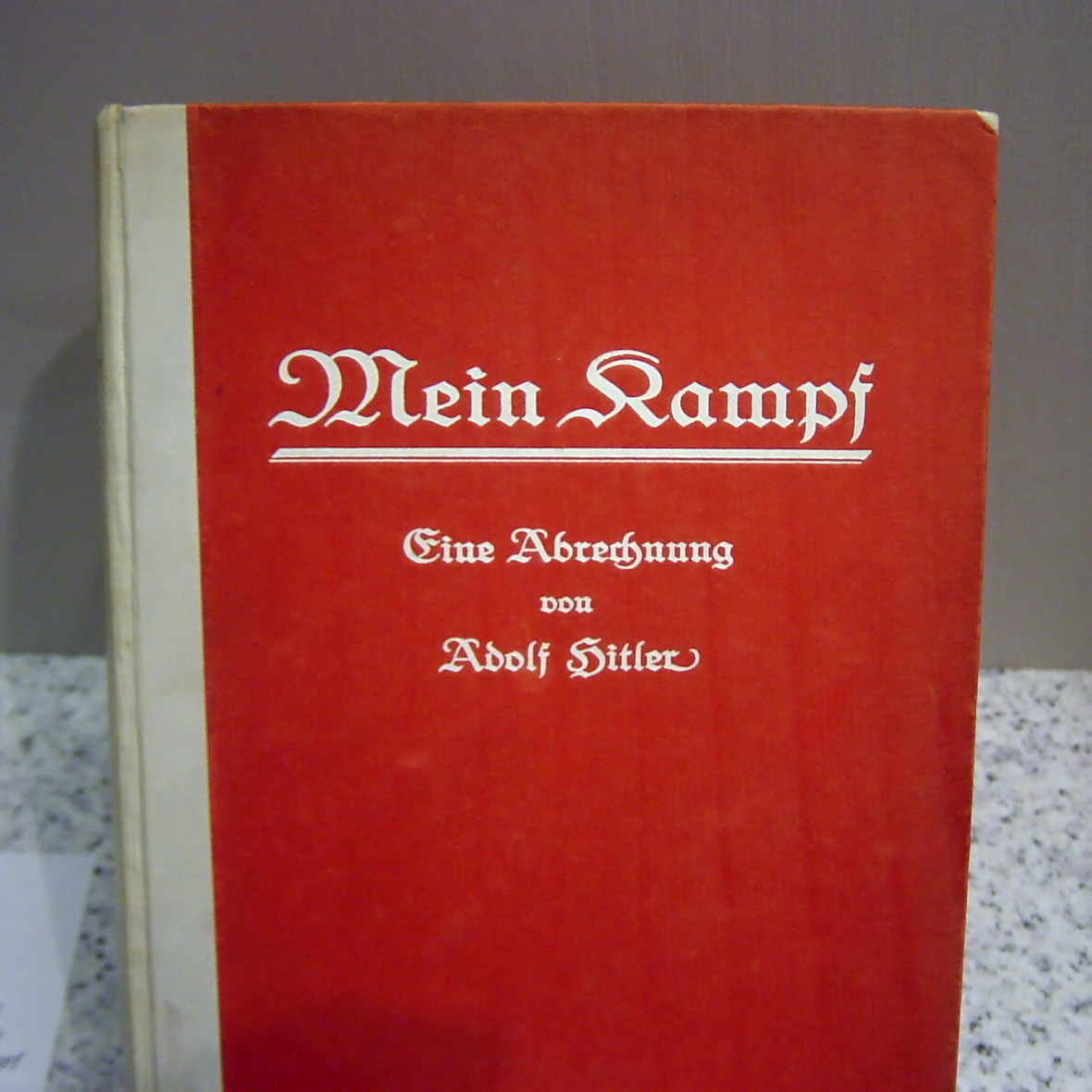
Neuauflage bis 2016 verboten: Deutsche Erstausgabe des ersten Bandes von Mein Kampf, Juli 1925.

Einige wegweisende Parameter in Sachen Umgang mit Zeitungen, Literatur, Film, Musik und Theater hatte der Alliierte Kontrollrat, das oberste Organ der alliierten Besatzungsverwaltung, bereits in die Praxis umgesetzt. Die Lizenzen für die Betreibung von Zeitungen und anderen Publikationen beispielsweise erfolgten großteils anhand des Kriteriums demokratischer Zuverlässigkeit. In den Westzonen konnte sich so eine weitgehend pluralistische Presselandschaft etablieren. Beispiel: das Nachrichtenmagazin Der Spiegel, dessen Gründung 1947 erfolgte. Ein anderer Aspekt waren die Reeducationsbemühungen der ersten Nachkriegsjahre. So fahndeten die Besatzungsbehörden in den Beständen öffentlicher Bibliotheken nach NS-Literatur, etwa nach Romanen einschlägig hervorgetretener Schriftsteller wie Ulrich Sander, Hans Grimm und Josef Ponten. Adolf Hitlers Mein Kampf unterlag bis 2016 einem Publikationsverbot, da die Urheberrechte bei der Bayerischen Staatsregierung lagen. Weniger eindeutig sind die Regelungen in Bezug auf den zweiten Teil sowie Alfred Rosenbergs Der Mythus des 20. Jahrhunderts. Beide sind nicht explizit verboten, werden allerdings nicht vertrieben.

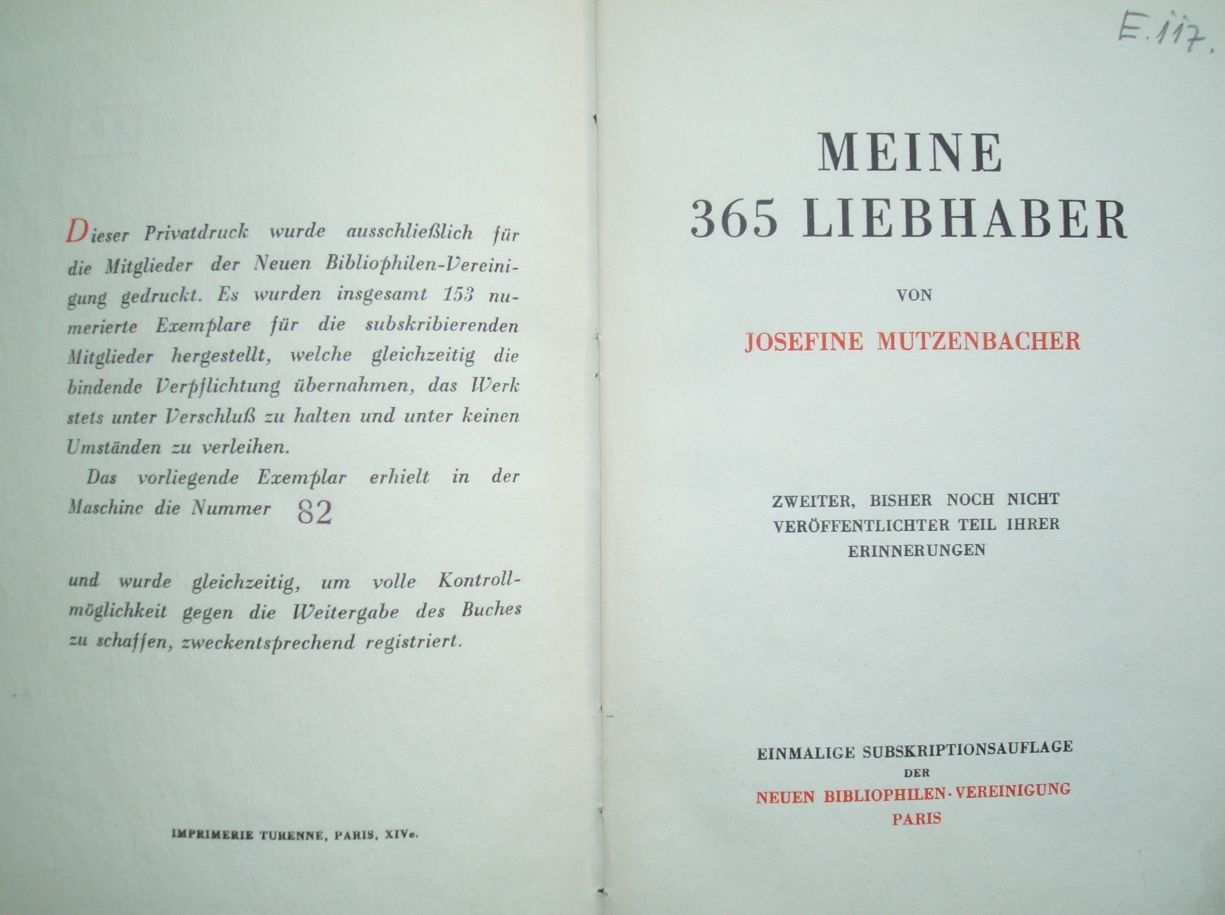
Josefine Mutzenbacher: Meine 365 Liebhaber. Erste Ausgabe des zweiten Bandes (1925)

Die ersten Indizierungen und Verbote betrafen meist Neu- und Wiederauflagen von Erotik-Literaturwerken. Auf den Index der BPjS gesetzt wurden Anfang der 1950er-Jahre zahlreiche Werke des Genres, die heute zu den Klassikern gezählt werden. So der Roman Geschichte der O von Dominique Aury, die (vermutlich fiktive) Biografie der Wiener Prostituierten Josefine Mutzenbacher sowie die Werke von Marquis de Sade (Justine, Die 120 Tage von Sodom). Die Indizierung des Mutzenbacher-Buchs wurde in mehreren Instanzen bestätigt und erst im Jahr 1990 aufgehoben. Auch andere zu den Klassikern der Erotikliteratur zählende Werke blieben bis weit über die 1970er hinaus indiziert.
Den ersten Sex-Skandal hatte die Republik 1951 mit dem Film Die Sünderin mit Hildegard Knef in der Hauptrolle. Die FSK verweigerte zunächst die Freigabe und gab ihn erst nach Krisensitzungen frei. Kirchen und konservative Verbände liefen gegen den Film allerdings Sturm und erwirkten in der Folge eine Reihe Aufführungsverbote, die jedoch keinen Bestand hatten.
Eine komplette Indizierung erfuhr 1959 der Billy-Wilder-Film Manche mögen’s heiß. Zitat aus der Begründung: „Der Film hat allein schon durch seine ‚Beweglichkeit‘ unsittliche Möglichkeiten, die keinem anderen Unterhaltungsmedium zur Verfügung stehen. Als deutliches Beispiel kann ich gerade Manche mögen’s heiß anführen, wo in einer Szene die reizende Marilyn einfach durch ihr Auf- und Niedertauchen im Scheinwerferlicht entkleidet und angezogen und wieder entkleidet wird.“ Indiziert wurden darüber hinaus auch Titel, deren Moral- oder Gewaltdarstellung aus Sicht der Indizierenden fragwürdig war. Beispiel: einige Romane des US-Krimiautors Mickey Spillane wie zum Beispiel Ich, der Richter (1953) und Küss mich, Tod (1954). Kontroversen wegen ihrer Freizügigkeit handelten sich 1959 auch Wladimir Nabokows Roman Lolita sowie Günter Grass Blechtrommel ein. Beide konnten erscheinen; gegen Grass’ Blechtrommel gingen allerdings zahlreiche Strafanzeigen ein.
Die NS-Vergangenheit war bis weit in die 1950er hinein ein brisantes Thema. Der mit den Filmstars Humphrey Bogart und Ingrid Bergman prominent besetzte Film Casablanca (1942) kam zunächst nur mit deutlichen Schnitten und Synchronisations-Veränderungen in die Kinos. Szenen mit Anspielungen auf den Zweiten Weltkrieg und Nationalsozialisten waren entfernt; aus dem von Paul Henreid gespielten Widerstandskämpfer Victor László war ein unpolitischer Atomforscher geworden. Den Frontverläufen des Kalten Krieges entsprechend umgearbeitet wurde auch Erich Maria Remarques Roman Zeit zu leben und Zeit zu sterben. Restauriert und 1963 in der Originalversion gesendet wurde hingegen die Verfilmung des Remarque-Romans Im Westen nichts Neues – anders als in Frankreich und Österreich, wo der Film bis 1963 beziehungsweise die 1980er-Jahre gänzlich verboten blieb. Trotz Skandal nicht indiziert wurde der 1963 in die Kinos gekommene Film Das Schweigen von Ingmar Bergman. Grund des Skandals: ungewohnt natural dargestellte Beischlaf- und Selbstbefriedigungsszenen.
Filme aus sozialistischen Ländern wurden ebenso zensiert. Dafür wurde der Interministerielle Ausschuß für Ost-West-Filmfragen gegründet, welcher von 1953 bis 1966 den Import von etwa 130 Filmen verbot.

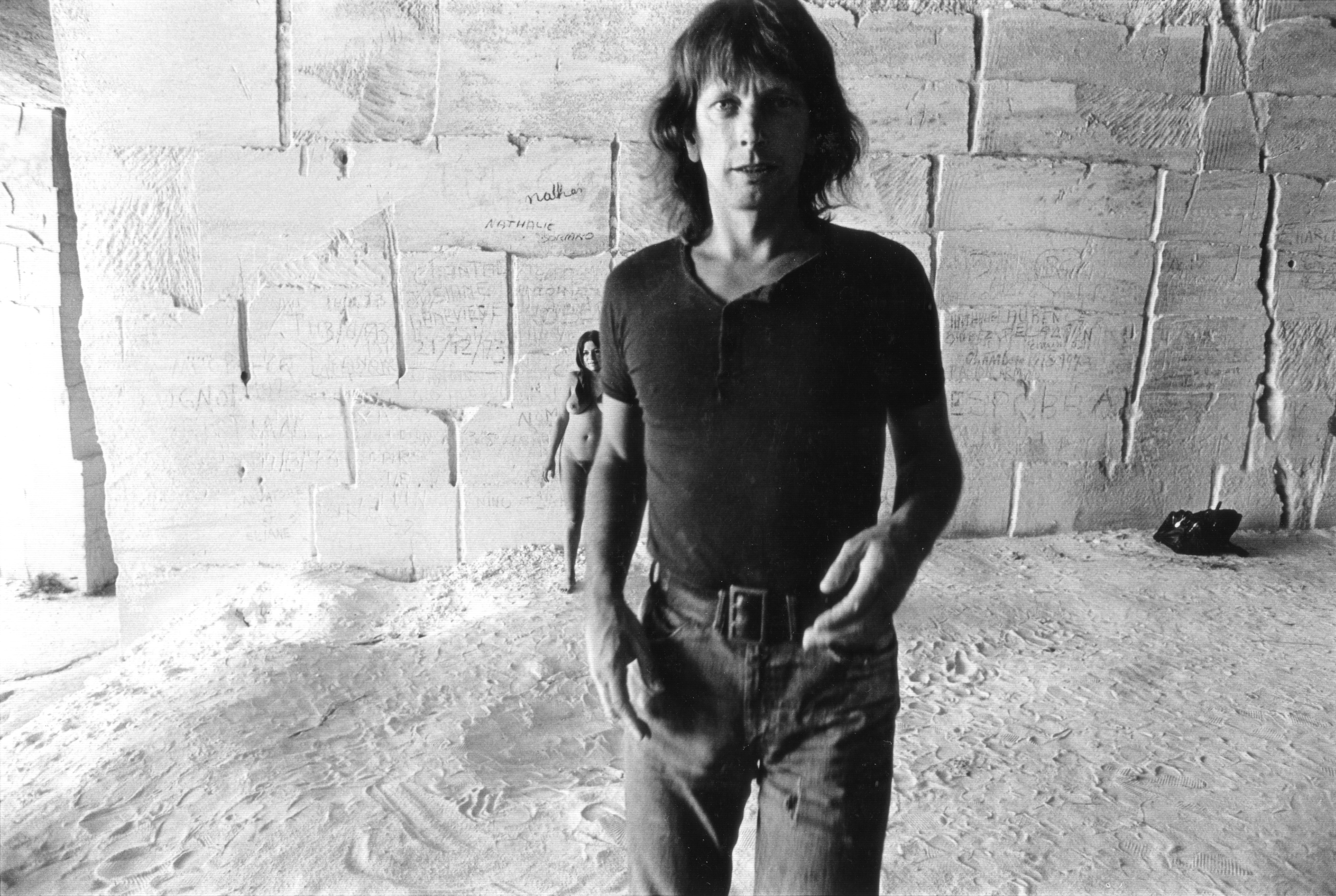
Will McBride und Modell (1975). Seine Aufklärungsbroschüre Zeig mal! von 1974 sollte 1996 auf Antrag des Jugendamtes Frankfurt am Main indiziert werden, dem Werk wurde Pornographie vorgeworfen.

In den 1960er-Jahren verlagerte sich der Kampf um eine saubere Leinwand zunehmend auf das Genre der Sitten- und Aufklärungsfilme. Im Unterschied zu den bereits in der Zeit der Weimarer Republik gängigen Sittenfilmen, welche zum Teil nur voyeuristische Neigungen bedienten, warteten die neuen Aufklärungsfilme mit einem aufklärerischen, sexualwissenschaftlichen Anspruch auf. Ein bekanntes Beispiel war der Aufklärungsfilm Du – Zwischenzeichen der Sexualität (1968), gegen den die FSK wiederholt intervenierte. Nach einer Beschlagnahmeaktion in einem Hamburger Kino führte das Du-Verbot schließlich zu einer Verfassungsklage gegen die FSK. Ein weiterer Film, der von der FSK beanstandet und erst nach deutlichen Schnitten in die Kinos kam, war Oswalt Kolles Zum Beispiel Ehebruch (1969). Einige Aufklärungswerke in Buchform lösten ebenfalls Proteste und Indizierungsversuche aus. Der 1969 erschienene, von Gesundheitsministerin Käte Strobel herausgegebene Sexualkundeatlas wurde seitens der Kultusminister der Länder zunächst nicht für den Unterricht freigegeben. Staatsanwaltschaftliche Ermittlungen, Indizierungen und Proteste zogen auch einige Aufklärungspublikationen aus dem Umfeld der 68er-Bewegung nach sich. Gegen Sexfront-Autor Günter Amendt erging ein staatsanwaltschaftliches Verfahren, das erst 1980 eingestellt wurde. Will McBrides Fotobuch Zeig mal!, inhaltlich in eine ähnliche Richtung gehend und herausgegeben von dem der Evangelischen Kirche nahestehenden Jugenddienst Verlag, erfuhr erst 22 Jahre nach Erscheinen einen Indizierungsversuch. Antragsteller: das Frankfurter Jugendamt, das McBrides Fotos als „harte Pornografie“ klassifizierte.
Zu einem politischen Großskandal um die Frage der Meinungs- und Publikationsfreiheit entwickelte sich Anfang der 1960er-Jahre die Spiegel-Affäre 1962. Anlass war ein Spiegel-Bericht, der die Verteidigungsfähigkeit der Bundesrepublik Deutschland thematisierte und brisante Details über die Rolle des damaligen Verteidigungsministers Franz Josef Strauß enthielt. Die Affäre gipfelte in einer Durchsuchung der Hamburger Spiegel-Redaktionsräume sowie der Verhaftung von Verleger Rudolf Augstein und weiterer Spiegel-Mitarbeiter. Sie mündete in eine Anklage wegen Landesverrats und einer Freiheitsstrafe für Augstein. Die Affäre führte seinerzeit zu scharfen Protesten und wird im Nachhinein als bedeutendster Übergriff bundesdeutscher Staatsorgane auf unabhängige Pressemedien gewertet. Weitreichende Auswirkungen im Hinblick auf die Gewichtung Persönlichkeitsschutz versus Literaturfreiheit hatte ein Fall, der 1971 durch ein Urteil des Bundesverfassungsgerichts (BVerfG) zum Abschluss gebracht wurde – die sogenannte Mephisto-Entscheidung. Anlass war Klaus Manns Roman Mephisto – Roman einer Karriere aus dem Jahr 1936, der sich als Schlüsselroman kritisch mit der Karriere des Schauspielers Gustaf Gründgens während der NS-Zeit auseinandersetzte. Das BVerfG bestätigte in letzter Instanz das 1966 ausgesprochene Verbot mit der Begründung, dass auch die grundgesetzlich garantierte Freiheit der Kunst Schranken unterliege – nämlich solchen, die sich durch andere Grundrechte ergäben.

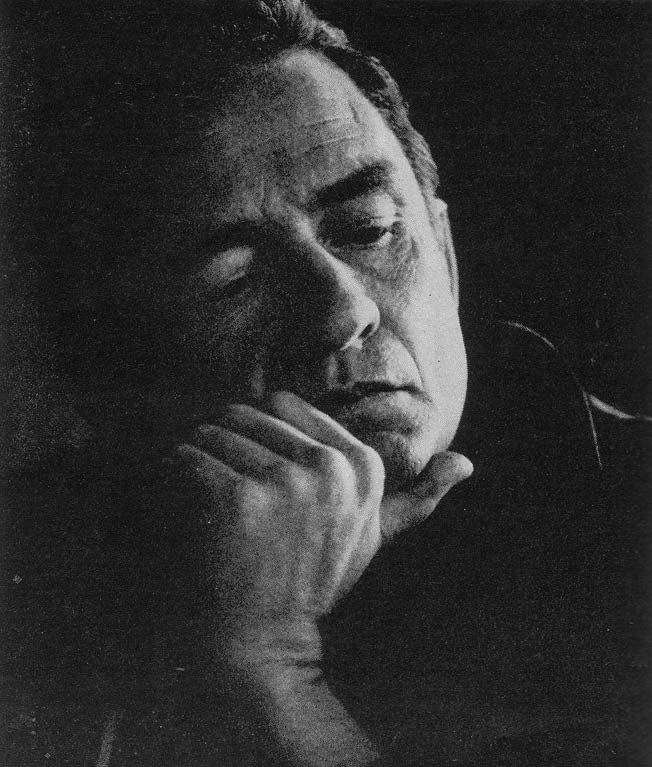
Johnny Cash (1969)

Die aufkommende 68er-Bewegung war – zumindest bis zu dem als Radikalisierungschwelle bewerteten Doppeljahr 1968/69 und den mit dem Thema Terrorismus verbundenen Auseinandersetzungen im Folgejahrzehnt – wenig mit dem Thema Zensur konfrontiert. Anders die sich zeitgleich ausbreitende Jugend-, Rock- und Hippie-Kultur. Das Münchener Gewerbeaufsichtsamt etwa erwirkte gegen das Musical Hair 1968 einige inhaltliche Auflagen: Durch das Sich-Herumwälzen einiger Personen auf dem Boden seien Unzucht-Handlungen angedeutet. Diese seien zu unterlassen; im anderweitigen Fall würde die Theateraufführung zur genehmigungspflichtigen Revue heruntergestuft. Im Endeffekt verliefen die Auseinandersetzungen ergebnislos, und Hair wurde als Theaterstück, also nicht zu zensierende Kunst, eingestuft. Vergleichbare Restriktionen spielten sich meist ebenso im informellen Bereich ab – etwa die Kritik an dem nach Meinung empörter Zuschauer zu kurz gerateten Minirock von Beat-Club-Moderatorin Uschi Nerke, Sende-Boykotte von bestimmten Rockmusik-Titeln oder nachträglich unanstößig gestaltete Schallplattencover. Viele dieser Eingriffe ließen sich auf Vorsichtsmaßnahmen angelsächsischer oder internationaler Vertriebsfirmen zurückführen – so beispielsweise auch die Zensur einzelner Kraftausdrücke auf Schallplattenaufnahmen. Bekanntes Beispiel: der Song A Boy named Sue auf dem Johnny-Cash-Livealbum At San Quentin, wo das Wort „Bitch“ mit einem Piep überspielt wurde.
Die Überprüfung von Comics bildete insbesondere zum Zeitpunkt der Arbeitsaufnahme der Bundesprüfstelle deren Tätigkeitsschwerpunkt. So wurde bereits bei der ersten Verhandlung am 9. Juli 1954 über fünf Comics verhandelt. Dies waren die Hefte mit den Nummern 19 und 20 von Pecos Bill, die Hefte mit den Nummern 34 und 35 von Tarzan sowie Heft Nummer 12 von Der kleine Sheriff, die alle beim Mondial Verlag erschienen waren. Allein Der kleine Sheriff wurde indiziert. Daneben wurde per einstweiliger Verfügung das Heft Nummer 3 der Reihe Jezab, der Seefahrer aus dem Walter Lehning Verlag indiziert. Die Indizierungen wurde am 14. Juli 1954 im Bundesanzeiger Nr. 132 verkündet. Sie hatten jedoch keine unmittelbaren Auswirkungen, da die entsprechenden Hefte schon abverkauft waren. Die Indizierung von Jezab, der Seefahrer wurde in der Folgesitzung bestätigt. In den ersten Tätigkeitsjahren der Bundesprüfstelle waren die Mehrzahl der indizierten Schriften Comics; meistens wegen der bildlichen Darstellung von Gewalt. Davon betroffen war neben dem Alfons-Semrau-Verlag insbesondere der Walter Lehning Verlag. Kleinere Verlage waren nicht oder höchstens mit einem Heft betroffen. Die Aussprache von Dauerindizierungen hatte die Einstellung von insgesamt vier Comicreihen zur Folge. Eine weitere Folge der Indizierung war die Einrichtung der Freiwilligen Selbstkontrolle für Serienbilder im Jahr 1955 durch die Verlage. Da das durch diese Kontrollinstitution vergebene Gütesiegel jedoch keinen wirksamen Schutz vor einer Indizierung darstellte, wurde dessen Arbeit wieder eingestellt. Als in der zweiten Hälfte der 1950er-Jahre die Anzahl der Indizierungen von Comics abnahm, reagierten die den Comics ablehnend gegenüberstehenden Institutionen wie der Volkswartbund und das Deutsche Jugendschriftenwerk, indem sie unter anderem Bücherverbrennungen und Deponierungen (sogenannte „Schmökergräber“) inszenierten.

### 1970 bis 1990

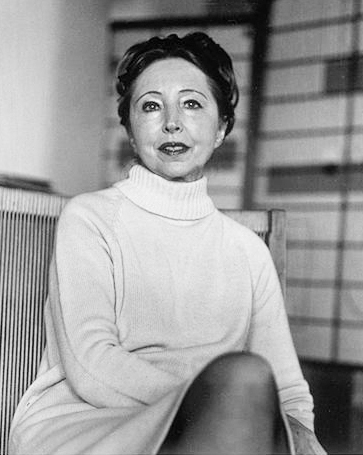
Anaïs Nin in den 1970er-Jahren

Zwischen 1965 und 1975 veränderte sich die Haltung gegenüber sexuellen Fragen grundlegend. Die Gründe hierfür werden bis heute unterschiedlich bewertet: Teilweise werden sie als Resultat der 68er-Jugendbewegung hingestellt, teilweise als zwangsläufiger Zwischenschritt hin zu einer modernen Dienstleistungsgesellschaft. Eine Begleiterscheinung dieser Liberalisierung war die sogenannte Sexwelle, die bis weit in die 1970er-Jahre hinein auch vor den Schranken der Justiz regelmäßig Thema war. Eine wichtige Frage bei diesen zahllosen Klein-Auseinandersetzungen war die Darstellung sekundärer oder auch primärer Geschlechtsmerkmale – etwa auf Zeitschriftentiteln, in Magazinen oder auf das Thema Sex fokussierten Postillen wie den 1968 gegründeten St. Pauli-Nachrichten. Wichtige Gesetzes-Wegsteine hin zu einer Liberalisierung waren die weitgehende Freigabe pornografischer Inhalte durch ein Bundesgerichtshof-Urteil im Jahr 1969 („Fanny-Hill“-Urteil), und die als „Freigabe von Pornografie“ beschriebene Reform von §184 StGB im Jahr 1975. Im Zuge dieser Liberalisierung etablierte sich Zug um Zug eine legal agierende Sexindustrie – zum Teil mit Akteuren, die wie der italienische Porno-Regisseur Lasse Braun einen ästhetischen Anspruch in die Branche einzubringen versuchten.
Ungeachtet der gesellschaftlichen Liberalisierung fielen Filme und Bücher mit sexuellen Darstellungen auch in den 1970ern regelmäßig der Indizierung anheim. Dies betraf weniger die pseudodokumentarisch aufgemachten Report-Filme nach dem Strickmuster der erfolgreichen und nur in Einzelfällen indizierten Schulmädchen-Report-Reihe. Zu Skandalen, teilweise auch zu Indizierungen führten vor allem Titel, welche bewusst das Brechen von Tabus in Szene setzten. Beispiele: die Filme Der letzte Tango in Paris (1972), Liliana Cavanis Der Nachtportier (1974), Francis Girods Trio Infernal, die Verfilmung des Romans Geschichte der O (1975), Pier Paolo Pasolinis umstrittene de-Sade-Verfilmung Die 120 Tage von Sodom (1975) und Nagisa Ōshimas Im Reich der Sinne (1976). Drastische Schnitte erfuhr auch Tinto Brass Nazibordell-Epos Salon Kitty aus dem Jahr 1976. Mit FSK-18-Freigaben und/oder Schnittauflagen bedacht wurden darüber hinaus einige Filme, die drastische Gewaltdarstellungen beinhalteten – mitunter auch dann, wenn die Gewaltdarstellung politisch reputablen Gründen entsprang. Beispiel: der US-Western Das Wiegenlied vom Totschlag aus dem Jahr 1970 mit Candice Bergen, dessen Finale ein Massaker der US-Armee an friedlichen Cheyenne-Indianern im Jahr 1864 in Szene setzt. Vergleichsweise wenig Beanstandungen gab es bei dem US-amerikanischen Underground-Sexfilm Deep Throat mit Linda Lovelace (1973). In New York und anderen Städten mit Aufführungsverbot und Geldstrafen-Androhungen belegt, lief er in deutschen Bahnhofs- und Szenekinos größtenteils unbehelligt – ebenso wie die reflektierende Filmdokumentation Inside Deep Throat aus dem Jahr 2005.
Indizierungen bis hin zu Beschlagnahme-Aktionen gab es in den 1970ern und 1980ern auch anlässlich einiger spektakulärer Roman-Veröffentlichungen. Henry Millers Opus Pistorum setzte die Bundesprüfstelle 1988 auf den Index. Millers posthum erschienenes, vom Rowohlt Verlag verlegtes Werk wurde 1987 in einer großangelegten Beschlagnahmeaktion sichergestellt. An dem Einsatz beteiligt waren rund 700 Polizeibeamte; betroffen waren 285 Buchhandlungen. Fünf Jahre später entfernte die Prüfstelle den Miller-Eintrag aus ihrer Liste. Der Bundesgerichtshof beschäftigte sich 1990 ebenfalls mit dem Werk und urteilte, dass Kunst und pornografische Darstellungen sich nicht in jedem Fall ausschließen müssen. Weitere indizierte Titel: Lola – Erotische Variationen (Grund: ausführliche Beschreibung von Geschlechtsmerkmalen), Massimissa oder Die Lust der Freiheit (Grund: Inszestdarstellung) und Emmanuelle Arsans zweites Emmanuelle-Buch (alle drei: 1986).

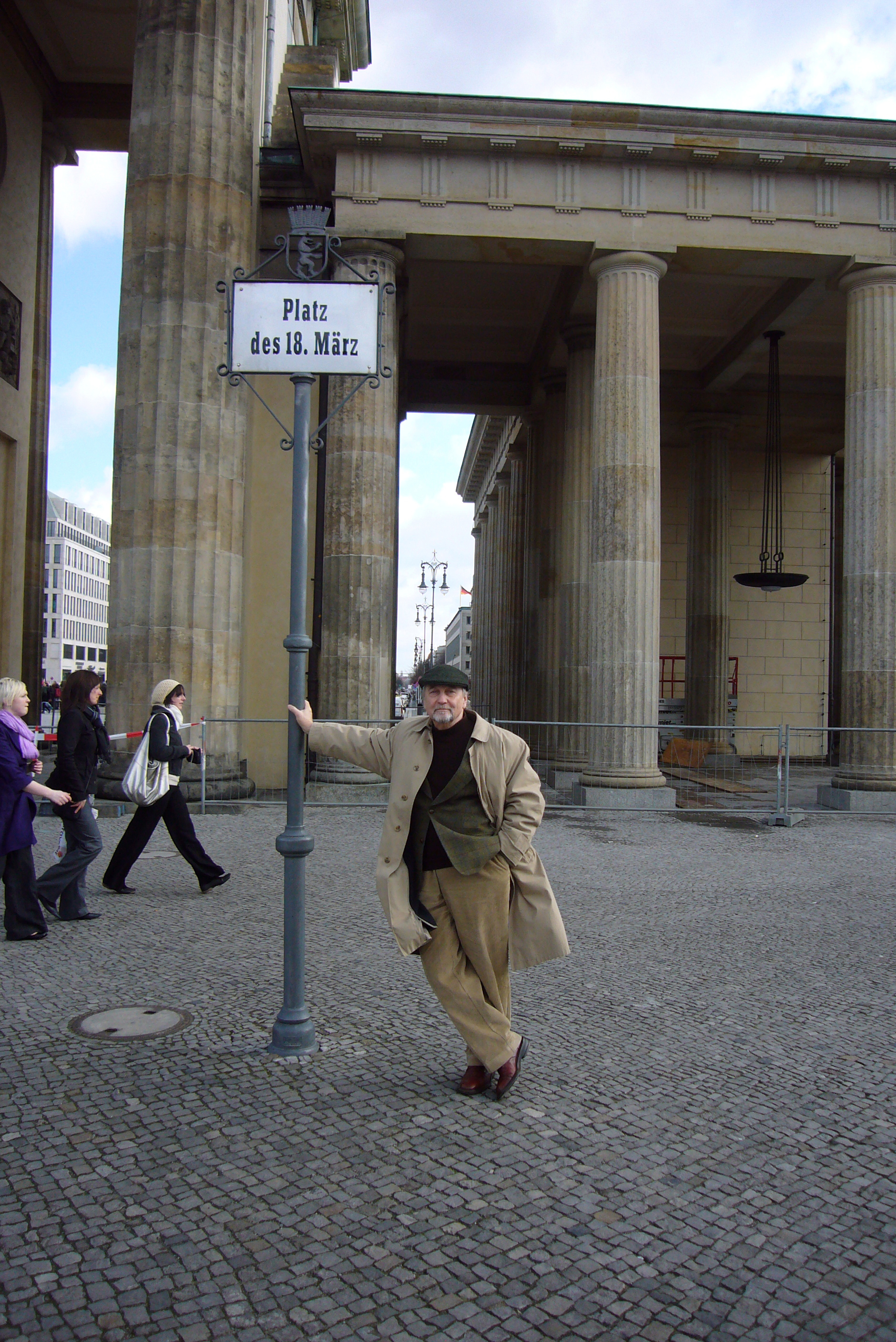
März-Verleger Jörg Schröder (Berlin, 2009)

Auch einstweilige Verfügungen und Zivilklagen erwiesen sich für Veröffentlichungen in einer Reihe von Fällen als Hürde. Ein bekanntes Beispiel ist der autobiografische Roman Siegfried von März-Verleger Jörg Schröder aus dem Jahr 1972. Ergebnis waren geschwärzte Stellen sowie zahlreiche Neuauflagen. Wegen Verunglimpfung vor Gericht stand auch der zeitweilige VS-Vorsitzende Bernt Engelmann. Anlass: der auf Tatsachen beruhende Roman Großes Bundesverdienstkreuz (1975). Grund: Fritz Ries, Vorstandsvorsitzender der Pegulan-Werke, sah sich durch Engelmanns Buch verunglimpft. Regelmäßig im Fokus konservativer Kräfte standen darüber hinaus einige Satire- und Politik-Pamphlete im weiteren Umfeld der SPD und der 68er-Bewegung. Die Satire-Zeitschrift Pardon hatte sich bereits seit den 1960ern unterschiedliche Strafanzeigen und Verfügungen zugezogen. 1981 handelte sich Pardon eine Klage des Jägermeister-Fabrikanten Curt Mast ein. Grund: ein Anzeigen-Fake mit einem neunjährigen Mädchen und dem Text: „Ich trinke Jägermeister, weil mein Dealer zur Zeit im Knast sitzt“. Da Mast auf einer Gegendarstellung bestand, steigerten Pardon-Herausgeber Henning Venske und Zeichner Ernst Volland die Satire-Aktion mit einer erneuten Anzeige. Text, unter dem Bild einer Mutter, die ihr Kind stillt: „Ich trinke Jägermeister, weil meine Mami voll davon ist“. Mit Auseinandersetzungen bis hin zu Beschlagnahmungen und Verbotsverfügungen war seit den 1980ern auch das Satiremagazin Titanic konfrontiert. Ebenso der Heidelberger Grafiker und SPD-Anhänger Klaus Staeck. 1981 war Staeck in Auseinandersetzungen mit der Rüstungsfirma Rheinmetall verwickelt. Anlass: die Verwendung eines Motivs der Firma in einem Plakat. Allerdings gaben die Richter Staeck recht und befanden die Verwendung des Motivs für rechtmäßig.
Politisch stand während der 1970er-Jahre die Auseinandersetzung mit dem Terrorismus sowie den Ausläufern der 68er-Bewegung stark im Blickpunkt der Öffentlichkeit. Die verlorene Ehre der Katharina Blum, Heinrich Bölls 1974 erschienener Beitrag zur Gewaltdebatte, durfte zwar unbeanstandet erscheinen. In der Folge sah sich Böll allerdings zahlreichen Anfeindungen gegenüber. Fahndungen und Beschlagnahmungen zur Folge hatten hingegen einige Buchtitel, die Originaltexte aus dem Umfeld internationaler oder bundesdeutscher Stadtguerilla-Gruppen publizierten. Beispiele: Carlos Marighellas Buch Zerschlagt die Wohlstandsinseln der Dritten Welt (rororo, 1972), die Textsammlung Tragt den Klassenkampf in die Armee (Trikont-Verlag, 1972) sowie die von Horst Mahler herausgegebene Schrift Kollektiv RAF (Verlag Klaus Wagenbach, 1971 bis 1974). Auch Drucker – wie beispielsweise der auch als Schriftsteller bekannte Peter-Paul Zahl – waren mit Ermittlungsverfahren, Strafverfahren und Beschlagnahmungen konfrontiert. Zu einer ungewöhnlichen Solidarisierungsmaßnahme kam es 1976 anlässlich der Wiederauflage des verbotenen Buches Wie alles anfing von Bommi Baumann, einem ehemaligen Mitglied der Bewegung 2. Juni: Rund 60 Verlage und Einzelpersonen verlegten den beschlagnahmten Baumann-Titel in kollektiver Herausgeberschaft neu. Ein weiteres bekanntes Beispiel, welches – trotz Distanzierung vom Terrorismus – zahlreiche Repressalien nach sich zog, war der Mescalero-Aufruf aus dem Jahr 1977. Linke Liedermacher und Kabarettisten wie z. B. Franz Josef Degenhardt und Dietrich Kittner durften im Fernsehen nicht gezeigt werden.
Gegen Publikationen der autonomen Bewegung in den 1980ern kamen Strafrechtsparagrafen ebenfalls regelmäßig zur Anwendung. Die Periodika Radikal und Interim etwa erfuhren in regelmäßiger Folge Beschlagnahmungen und Durchsuchungen. Veranlasst von der AOK, gingen die Fahnder 1981 auch gegen die Broschüre Lieber krank feiern als gesund schuften vor. Titel aus etablierten Verlagen waren in den 1970ern ebenfalls mit einstweiligen Verfügungen und Boykotten konfrontiert. Beispiel: das 1972 bei Kiepenheuer & Witsch erschienene Schwarzbuch Franz-Josef Strauß, das erst nach der Schwärzung von sieben Stellen weiter vertrieben werden durfte. Bernt Engelmanns Buch Deutsche Radikale 1777–1977 konnte zwar unbeanstandet erscheinen, sah sich in der Folge allerdings massiven Buchhandels-Boykotten gegenüber. Sensibler als bislang gestaltete sich ab den 1970er-Jahren der Umgang mit der Darstellung von Frauen. Einige Plattenfirmen entschärften explizit aus diesen Gründen die Covergestaltung einiger Veröffentlichungen. Ansonsten gestaltete sich der Umgang mit Publikationen aus dem Umfeld der Frauen- und Alternativbewegung durchwachsen. 1983 wurden in einer Beschlagnahmeaktion die drei Buchtitel Delta der Venus (Anaïs Nin), Die sexuellen Phantasien der Männer (Nancy Friday) und Joy of Sex (Alex Comfort) beschlagnahmt. Indiziert wurde drei Jahre später auch Fridays Buch Die sexuellen Phantasien der Frauen. Begründung: Die Autorin reduziere das menschliche Leben auf den Sexualgenuß.
Unterschiedlichen Eingriffen ausgesetzt waren auch Pop- und Rockmusikproduktionen der 1970er und 1980er. Eine Reihe Langspielplatten – unter anderem von Ex-Ihre-Kinder-Bandmitglied Sonny Hennig (Tränengas, 1971), Alice Cooper (Single Schools Out, 1972) und den Scorpions (Virgin Killer, 1976) – erschienen nur mit entschärftem Cover. 1972 landeten mehrere Ausgaben der Jugendzeitschrift Bravo auf dem Index der Bundesprüfstelle. Anlass: die Aufklärungsserien des Magazins sowie der betriebene Starkult, der nach Auffassung des antragstellenden Ministerialdirektors aus dem Bayerischen Staatsministerium eine Scheinwelt vorgaukele. Nach Anhörung eines Gutachters beschloss das Gremium am 6. Oktober 1972, Bravo in die Liste der jugendgefährdenden Schriften aufzunehmen. Ein weiteres sensibles Thema der 1970er-Jahre war Drogenkonsum. 1976 landete das Album Legalize It des jamaikanischen Reggae-Stars Peter Tosh auf dem Index der Bundesprüfstelle.
Uneinheitlich verfuhren die öffentlichen Prüfer beim Umgang mit NS-verdächtigen Symbolen und Äußerungen – beispielsweise bei dem vielgetragenen Logo der bekannten US-amerikanischen Glamrock-Band Kiss. Von Indizierungen betroffen waren in den 1980er-Jahren eine Reihe Produktionen aus der New-Wave-, Punk- und Metal-Ecke. Indiziert wurden unter anderem mehrere Songs und Covers der Punkband Die Ärzte (Geschwisterliebe; Cover der Maxi Gehn wie ein Ägypter, beide 1987). Auf dem Index landeten die Sampler Deutschpunk Kampflieder (1989) und Soundtracks zum Untergang (1980). Indizierungsgrundlage waren die Titel Deutschland  und Polizei SA-SS der Hamburger Politpunkband Slime bei Deutschpunk Kampflieder. Bei Soundtracks zum Untergang war ebenfalls Polizei SA-SS von Slime enthalten sowie das Lied Helden von Middle Class Fantasies.
Im Bereich der Indizierung von Comics trat eine Änderung ein, dass Comics mit sexuellen Inhalten verstärkt in das Visier der Bundesprüfstelle gerieten. In der Regel traf es die kleineren Verlage, wie zum Beispiel den Melzer Verlag mit Anne und Hans kriegen ihre Chance und Die Abenteuer der Phoebe Zeit-Geist oder den Volksverlag mit seinen U-Comix.

### Seit 1990
Nach dem Fall der Mauer und der Wiedervereinigung kristallisierten sich mehr und mehr neue Themenbereiche heraus. Ein wichtiges Thema waren die diversen Rechtsrock-Produktionen, deren Anzahl Anfang der 1990er deutlich zunahm. Zusätzliche Brisanz erfuhr das Thema anlässlich der pogromartigen Ausschreitungen von Rostock und Hoyerswerda. Bands wie Landser, Kraft durch Froide und andere veröffentlichten unverhohlen neonazistische und Gewalt propagierende Texte. Eine Reihe Rechtsrock-Produktionen landete auf dem Index oder wurde generell verboten. 2001 ermittelten die Behörden gegen die Band Landser wegen Volksverhetzung, der Bildung einer kriminellen Vereinigung und rechtsextremer Propaganda. Das Verfahren endete mit Geld- und Haftstrafen. Ebenfalls auf dem Index landeten die Böhsen Onkelz, eine über das Rechtsrock-Spektrum hinaus populäre Band aus Frankfurt, die sich später jedoch von rechtsradikalem Gedankengut distanzierte.
Das Thema Gewalt war auch im neuen Jahrtausend ein Hauptanlass, den Vertrieb von Medien einzuschränken oder, in Einzelfällen, ganz zu untersagen. Gesellschaftlich zusätzliche Brisanz erhielt es aufgrund einiger spektakulärer Amokläufe – insbesondere dem in Erfurt 2002. In den Mittelpunkt der Diskussion gerieten insbesondere sogenannte Killerspiele – beispielsweise Ego-Shooter wie Doom oder Counterstrike. Einerseits blieben die Diskussionen meist anlassbezogen und ebbten mit einem gewissen zeitlichen Abstand zum Ereignis ab. Andererseits zeigten sie, dass das Gewaltlevel in manchen Genre-Produktionen immer weitere Grenzen ausreizte. Neben Computerspielen rückten vor allem Film- und DVD-Produktionen zunehmend ins Visier der Prüfer von Prüfstelle und FSK. Mit FSK-Freigaben ab 18, Schnittauflagen sowie Indizierungen wurden in den 1990er und 2000er Jahren zahlreiche Filme belegt – insbesondere solche aus den Genres Horror und Action. In der ursprünglichen Fassung indiziert wurden beispielsweise die Filme Dobermann, Dawn of the Dead, der deutsche Splatterfilm-Schocker Dard Divorce und Rob Zombies Halloween-Neuauflage Halloween 2. Die Filmfirmen und DVD-Vertriebe umgingen Verbote und Indizierungen in der Regel durch das Herausbringen entsprechend geschnittener Versionen. Auch jenseits von Splatter-Movies und Ähnlichem geriet die Schnittpraxis bei Filmen ins Visier von Kritikern. Ein häufiger Anlass: die vor allem bei privaten TV-Anstalten gängige Praxis, ab 16 freigegebene Filme so zurechtzuschneiden, dass sie bereits vor 22 Uhr gesendet werden können. Da viele Konsumenten oft nicht mehr beurteilen können, welche Filmversion sie gerade sehen, übernehmen mittlerweile einschlägige Websites die Aufgabe der Aufklärung. Die Stuttgarter Zeitung lobte 2002 explizit das auf härtere Filmgenres spezialisierte Portal Schnittberichte.com: „Hier kann man nachprüfen, was weggeschnippelt wurde, und man kann im Forum die Diskussionen um den Wert der Schauerbilder verfolgen. Man muss nicht einer Meinung mit den Schreibern sein, man weiß dann aber besser Bescheid, wovon die Filmzensurdebatte handelt.“
Bei Musikproduktionen blieb das akzeptable Maß an Gewaltbeschreibung ein steter Zankapfel. Insbesondere härtere Varianten der Metal-Richtung landeten regelmäßig auf dem Index. Beispiele: die Bands Anthrax und Cannibal Corpse. Ausmaß sowie Gründe der jeweiligen Indizierungen fielen unterschiedlich aus. Während bei Anthrax etwa lediglich das Cover des Albums Fistful of Metal auf den Index kam, wurden bei Cannibal Corpse Tonträger, Cover, Schallplatteninnenhüllen sowie dazugehörendes Werbematerial mehrerer Alben indiziert und teilweise beschlagnahmt. Neben der Darstellungs-Drastik im Allgemeinen boten immer wieder antichristlich-satanistische, in einzelnen Fällen auch rechtsextreme oder den Nationalsozialismus verharmlosende Aussagen Grund für Indizierungen. Mit Auflagen und Indizierungen war auch das Genre Hip-Hop konfrontiert, welches sich seit Ende der 1980er-Jahre als neue Jugendkultur- und Musikrichtung etabliert hatte. Im neuen Jahrtausend rückten vor allem einige Rap-Interpreten aus dem Umfeld des Labels Aggro Berlin in den Blickpunkt der Bundesprüfstelle. Sie indizierte unter anderem mehrere Titel der beiden Rapper Sido und Bushido. Siehe hierzu auch: Indizierung von Hip-Hop-Musik in Deutschland. Nicht stattgegeben wurde 1996 hingegen einer Strafanzeige gegen die Punkband Die Toten Hosen und ihren Song Bonnie & Clyde. Der Auffassung eines Statt-Partei-Mitglieds, dass das Lied zu kriminellen Handlungen aufrufe, schlossen sich die Richter nicht an.
Ein immer wichtiger werdendes Thema nach der Jahrtausendwende war das Internet – konkret die Debatte um Online-Inhalte, die damit verbundenen Urheberrechte sowie die Frage der Anonymität im Internet. Einerseits forderten Kritiker einer schrankenlosen Freiheit hier regulierende Eingriffe. Andererseits zeigte sich in zahlreichen Fällen, dass Online-Medien auf ausgeübten Druck anfälliger reagierten als etablierte Print-Medien. Besondere Brisanz entfaltete das Internet als Hauptschauplatz spezieller Straftatbestände – insbesondere in Sachen Kinderpornografie und in Form von Werbeseiten für den militanten Islamismus. Diskussionen, das Reglement zu verschärfen, endeten aufgrund der kontrovers geführten politischen Debatte bislang im Patt. In dieser Debatte wurde auch über das am 1. Dezember 2011 ohne vorherige Anwendung aufgehobene Zugangserschwerungsgesetz gestritten sowie über die Vorratsdatenspeicherung, die durch die mit ihr einhergehende Gefährdung des Informantenschutzes ebenfalls als Einschränkung der Pressefreiheit gedeutet wird. Anlässlich einer Demonstration im Rahmen eines internationalen Aktionstages in Berlin 2009 bezeichnete die Linke-Politikerin Petra Pau die Vorratsdatenspeicherung als „unsinnig“ und warnte vor einem präventiven Sicherheitsstaat. Weiterhin wurde diskutiert, inwieweit die Erschwerung des Zugriffs auf Internetinhalte nicht ebenfalls zensurähnliche Auswirkungen habe. Im Gefolge dieser Diskussionen bildeten sich unterschiedliche Gruppen, die – als kleinster gemeinsamer Nenner – auf die Freiheit des Netzes verwiesen, wie die weltweit aktive Aktionsgruppe Anonymous. Brisanz – als Informationspool für unterdrückte, geheime oder nicht leicht zugängliche Informationen – bekam das Internet 2009/2010 auch durch die Aktivitäten der Plattform WikiLeaks sowie einige deutsche Plattformen wie etwa GuttenPlag, die an der Aufdeckung plagiierter Dissertationen beteiligt waren.
Der Widerspruch zwischen dem Recht der Öffentlichkeit auf Information und den Interessen von Privatpersonen oder Institutionen war im neuen Jahrtausend ebenfalls regelmäßiges Thema von Zensurkontroversen. Zu einer der Spiegel-Affäre vergleichbaren Affäre wuchs sich 2005 eine Durchsuchung der Redaktionsräume des konservativen Monatsmagazins Cicero aus. In einem Artikel über den jordanischen Terroristen Abu Musab az-Zarqawi hatten dessen Redakteure vertrauliches Material aus den Akten des Bundeskriminalamtes verwendet – eine Tatsache, die die Behörden, ähnlich wie bei der Spiegel-Affäre, als Landesverrat werteten. Die deutsche Presse verteidigte den gesetzlich gewährleisteten Informantenschutz und kritisierte die Durchsuchung fast durchweg als Angriff auf den unabhängigen Journalismus. Das Bundesverfassungsgericht urteilte am 27. Februar 2007, die Durchsuchung habe einen erheblichen Eingriff in die Pressefreiheit dargestellt. Konflikte zwischen Staat und unabhängigem Journalismus gab es auch anlässlich des G8-Gipfels in Heiligendamm 2007. So wurde der im Auftrag der taz arbeitenden Fotojournalistin Marily Stroux ohne Angabe von Gründen die Akkreditierung verweigert. Ähnlich ging es über 20 weiteren Journalisten. Stroux konnte sich die Akkreditierung zwar erstreiten, der selektive Zugang der Presse zu einer offiziellen politischen Großveranstaltung sorgte in der Folge jedoch für einige Kritik.
Ein neues Thema – nach den Anschlägen vom 11. September 2001 – waren islam- beziehungsweise islamismuskritische Publikationen. Eine spezielle Zensurdebatte entstand 2006 anlässlich der Veröffentlichung der Mohammed-kritischen Karikaturen in der dänischen Tageszeitung Jyllands-Posten. Die Frage, ob die Darstellungen unter die grundgesetzlich gesicherte Meinungsfreiheit beziehungsweise Freiheit der Kunst fallen, oder ob sie eine bestimmte Religion verunglimpfen, sorgte nicht nur für eine kontroverse Diskussion, sondern auch für eine stark unterschiedliche Umgangsweise mit den Karikaturen selbst. So druckten die österreichische Kronen Zeitung, die Welt, Die Zeit, FAZ, Tagesspiegel, Berliner Zeitung sowie die taz einige der Karikaturen, während Bild und Spiegel Online einen Abdruck ablehnten. Die Satirezeitschrift Titanic kommentierte den Karikaturenstreit in ihrer Rubrik „Humorkritik“. Auch namhafte Publizisten und Journalisten bezogen in diesem Streit Stellung. Während der Schriftsteller Günter Grass die Veröffentlichung als geplante Provokation eines rechten dänischen Blattes bezeichnete, verteidigte Ulrich Wickert Jyllands-Posten in der Sendung Menschen bei Maischberger am 7. Februar 2006 mit dem Argument, dass die Karikaturen in einer dänischen Tageszeitung auch in erster Linie für dänische und nicht für muslimische Leser gedacht gewesen seien, da der Anteil der muslimischen Bevölkerung in Dänemark sehr klein sei. Der Publizist und Henryk M. Broder griff den Karikaturenstreit in seinem kontrovers diskutierten Buches Hurra, wir kapitulieren! auf, in dem er die gewalttätigen Reaktionen aus Teilen der muslimischen Welt scharf kritisierte und den Umgang von Teilen der westlichen Öffentlichkeit damit als Appeasement bezeichnete. Eine kleinere Folgedebatte mit demselben Inhalt löste die Absetzung der Oper Idomeneo an der Deutschen Oper in Berlin im September 2006 aus. Die Absetzung wurde von der Intendantin Kirsten Harms mit unkalkulierbaren Risiken islamistischer Gewalttaten begründet. So habe es im Vorfeld konkrete Drohungen gegeben. Nach heftigen öffentlichen Protesten wurde die Oper allerdings im Dezember 2006 wieder auf den Programmplan genommen und in der ungekürzten, ursprünglichen Fassung wieder aufgeführt.
Einstweilige Verfügungen, tatsächliche oder angedrohte Zivilklagen sorgten nach 2000 in mehreren bekannten Fällen dafür, dass ein Werk nicht erschien, vom Markt zurückgezogen oder gar verboten wurde. Bekanntester Fall ist der Roman Esra von Maxim Biller aus dem Jahr 2003. Das Landgericht München befand nach Erscheinen, dass der Roman auch in einer entschärften Version nicht erscheinen dürfe. Auslöser: Eine Ex-Freundin des Autors und deren Mutter hatten sich in ihren Persönlichkeitsrechten verletzt gefühlt und gegen die Veröffentlichung geklagt. In letzter Instanz bestätigte 2007 auch das BVerfG das Verbot des Romans. Parallel verurteilte das Landgericht München Biller und seinen Verlag zur Zahlung von Schmerzensgeld. Die sich über Jahre hinziehenden Prozesse um Billers Roman führten schließlich zu der Situation, dass das Schadensersatz-Urteil letztinstanzlich zwar revidiert, das Buchverbot jedoch bestätigt blieb. Ähnlich wechselhaft gestalteten sich die Geschichte eines Buchs und eines Films über den von der Presse als „Kannibalen von Rotenburg“ bezeichneten Armin Meiwes. Günter Stampfs Buch Interview mit einem Kannibalen (2007) wurde schließlich in veränderter Form wieder aufgelegt. Gegen den Film Rohtenburg von Martin Weisz erging zunächst ein Aufführungsverbot. Eine Revisionsentscheidung des Bundesgerichtshof gab den Film im Jahr 2009 wieder frei. Vom Suhrkamp Verlag zurückgezogen wurde 2007 der autobiografische Roman Havermann von Florian Havemann. Grund: Havemann hatte seinen Vater, den bekannten DDR-Oppositionellen Robert Havemann sowie weitere Personen in einem wenig günstigen Licht dargestellt. Weitere Fälle, in denen sich Privatpersonen unangemessen dargestellt sahen und gegen Buchtitel vorgingen: der Roman Ende einer Nacht (Romy Schneider) von Olaf Kraemer aus dem Jahr 2008, Dieter Wedels Buch Vom schönen Schein und wirklichen Leben (2010), Jörg Immendorffs Biografie (2010) und der Roman Das Da-Da-Da-Sein des Musikjournalisten Maik Brüggemeyer (2011).
Weiterhin verboten und beschlagnahmt wurden Medien aus der autonomen Bewegung wie die Zeck, Interim und Prisma. Ab Januar 2010 ermittelte die Berliner Staatsanwaltschaft erstmals auch gegen Publikationen auslegende Buchläden wegen Beihilfe zur Anleitung zu Straftaten und Verstoß gegen das Waffengesetz. Im Zuge der Ermittlungen kam es mehrfach zu Durchsuchungen und Beschlagnahmungen. Am 9. Juni 2010 ließ die Berliner Justiz die Geschäftsräume des Berliner Internetproviders JP Berlin durchsuchen, auf dessen Server eine vom Kunden „projektwerkstatt.de“ eingestellte PDF-Kopie der Prisma gefunden wurde, und beschlagnahmte Computer und Festplatten.
Die Bildende Kunst blieb als Domäne der Hochkultur seit Bestehen der Bundesrepublik weitestgehend unbehelligt. Grenzfälle, in die die Justiz involviert war, waren Ende der 1960er die Aktionskunst von Otto Muehl, einige als antichristlich interpretierte Bilder des Malers Blalla W. Hallmann und die Auseinandersetzung um die Auslieferung des Zürcher Graffitisprayers Harald Naegeli an die Schweiz. Überregionale Medienresonanz erweckte 2009 der Fall einer Zivilklage gegen die Dresdner Malerin Erika Lust. Die Dresdner Oberbürgermeisterin Helma Orosz sah auf einem Bild der Künstlerin zur strittigen Elbbrücke-Auseinandersetzung ihre Persönlichkeitsrechte verletzt und erwirkte zunächst ein öffentliches Ausstellungsverbot für das Bild. 2010 wurde das Ausstellungsverbot in einer Gerichtsentscheidung revidiert. Unter dem Titel „Wie die Deutschen Zensur-Vizeweltmeister wurden“ berichtete Spiegel Online 2010 über einen weiteren Zensur-Aspekt: Deutsche Behörden rangieren, was Lösch- und Nutzerdatenanfragen beim Google-Videoportal YouTube und anderen Plattformen angeht, an zweiter Stelle – direkt hinter Brasilien. Da Google.de ebenfalls die Index-Listen des BPjM implementiert habe, empfahl der Medienjournalist Burkhard Schröder, bei der Internetsuche die internationalisierte Google-Version Google.com zu verwenden.

## Erforschung des Themas und inhaltliche Kontroversen

### Gesamtüberblicke
Unter empirischen Gesichtspunkten hat die Erforschung des Themas Zensur in der Bundesrepublik Deutschland mit unterschiedlichen Hindernissen zu kämpfen. Einerseits gibt es – auch im Hinblick auf die Auflistung konkreter Fälle – eine breite Literatur. Die Erfassung der Fallebene wird allerdings durch unterschiedliche Definitionsmöglichkeiten erschwert. Ein Extrempol hier ist die lapidare Aussage, dass eine Zensur aus dem Grund nicht stattfinde, weil Art. 5 GG eine selbige ausschließe. Der Medienwissenschaftler Roland Seim ist der Ansicht, dass dies lediglich die klassische, in Demokratien faktisch abgeschaffte Vorzensur betreffe. Die Tatsache, dass in demokratischen Gesellschaften über Zensur diskutiert werden dürfe, wertet er als deutlichen qualitativen Fortschritt. Kritisch bewertet Seim auch den zweiten Extrempol: dass im Zensur-Diskurs zahlreiche Ereignisse als Zensur gewertet würden, welche von der Faktenebene her eher in den Bereich normaler gesellschaftlicher Auseinandersetzungen gehören – beispielsweise die inhaltliche Diskussion um ein umstrittenes Buch oder eine umstrittene Musikproduktion. Um Vorhandensein und Ausmaß zensureller Eingriffe zu bestimmen, bezog Seim in seinem Buch Zwischen Medienfreiheit und Zensureingriffen das gesellschaftliche Umfeld, in dem bestimmte Maßnahmen zum Tagen kommen, in die Untersuchung mit ein; ebenso die Vorfeldebene der informellen Zensur und der Selbstzensur. Im Unterschied zu extremeren Kritikern wie Werner Pieper, die für eine sehr weitgehende Abschaffung von einschränkenden Maßnahmen eintreten, stellt sich für Seim bei einigen Publikationstypen durchaus die Frage staatlicher Eingriffe – etwa im Bereich rechtsextremer Publikationen sowie in Grenzbereichen zu bestimmten Straftatbeständen (Kinderpornografie, extreme Gewalt, Pornografie generell). Weitere Autoren, die das Thema über aktuelle Tagesanlässe hinaus dargestellt haben, sind Matthias L. Lorenz, Beate Müller und Hans. J. Schütz.
Erschwerender Faktor bei der Eingrenzung des Themas ist die deutsche Geschichte – im konkreten Fall die Handhabung zensureller Eingriffe im Kaiserreich, der Weimarer Republik, dem Dritten Reich, der DDR und der Bundesrepublik Deutschland. Einerseits sind Hintergrund, Intention und Ausmaß von Eingriffen in den fünf aufgeführten Rechtsgebilden extrem unterschiedlich. Andererseits beinhalten sie eine Reihe an Kontinuitäten – beispielsweise der 1927 gegründete Volkswartbund sowie das Schmutz- und Schundgesetz (1926), das als Vorlage bei der Verabschiedung des Gesetzes über die Verbreitung jugendgefährdender Schriften (1954) diente. Unterschiede und Gemeinsamkeiten in der deutschen Zensurhistorie sind nach wie vor Gegenstand der Forschung. Ebenso die Einordnung in einen größeren Rahmen wie etwa die europäische oder gar weltweite Geschichte der Zensur.

### Einzelne Themen in der Diskussion
Neben grundsätzlichen Aspekten rücken immer wieder einzelne Aspekte des Themas in den Blickpunkt der gesellschaftlichen Diskussion. In der Sach- und Fachliteratur sowie der zeitgenössischen Medienberichterstattung sind vor allem folgende Teilgebiete umfangreich dokumentiert:
- die als prüde und überdurchschnittlich restriktiv wahrgenommene Adenauer-Ära der frühen Bundesrepublik (1950er-, 1960er-Jahre)
- Aspekte der Selbstzensur sowie der politisch motivierten Zensur (1970er-Jahre)
- die Auseinandersetzung um die Frage der Pornografie (PorNO-Kampagne seit den 1980er-Jahren)
- der Themenkomplex Neue Medien und Gewalt (seit den 1980er-Jahren)
- Einschränkung der Medienfreiheit aufgrund extensiv ausgelegter Persönlichkeitsrechte sowie aktueller Tendenzen hin zum „Sicherheitsstaat“ (ab zweite Hälfte der 2000er-Jahre)
- die Abwägung zwischen Meinungsfreiheit und religiösen Gefühlen

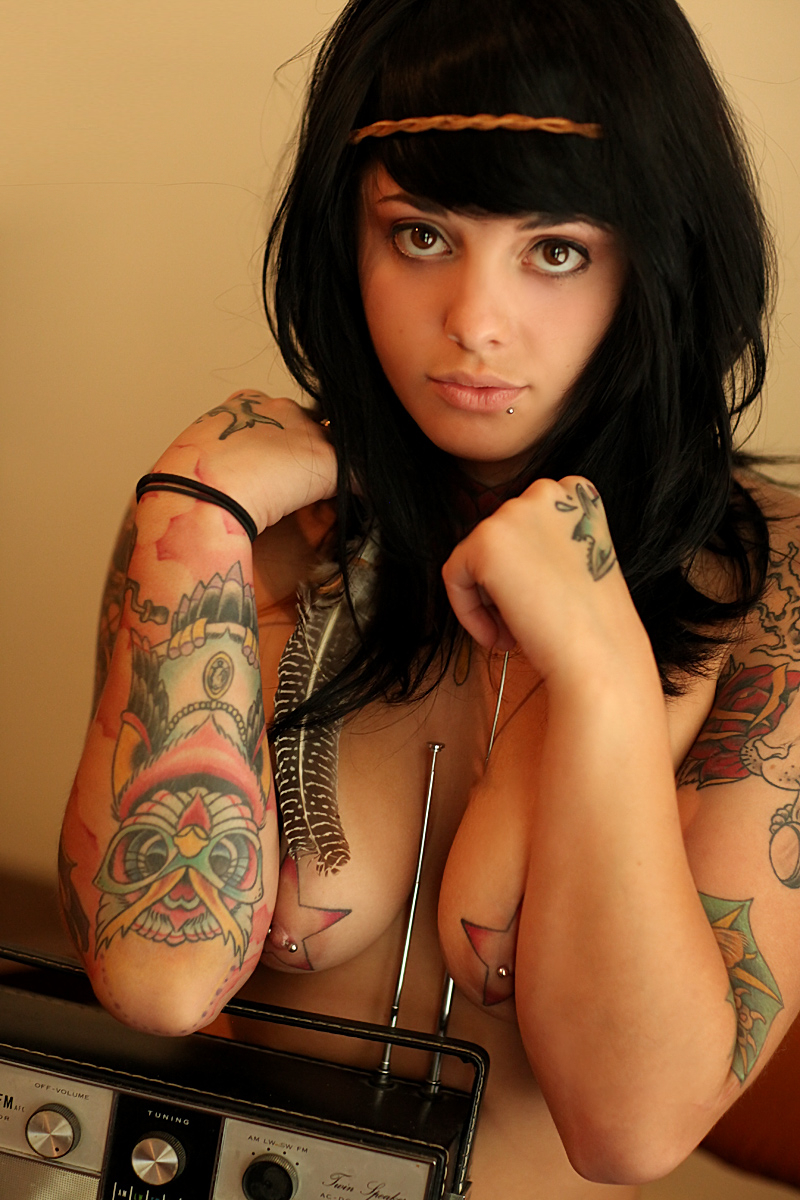
Streitfrage Pornografie: Altporn-Model (2011)

Die Diskussion um die Tabuisierung und Einschränkung der Darstellung sexueller Themen reicht bis in die frühen Jahre der Bundesrepublik zurück. An der zeitgenössischen Zensurdebatte der Adenauer-Ära beteiligte sich unter anderem der durch zahlreiche Indizierungsanträge hervorgetretene Volkswartbund (heute: Katholische Bundesarbeitsgemeinschaft Jugendschutz e. V.). Eine auf drei exemplarische Fälle (Die Sünderin, die zeitgenössische Rezeption des Kinsey-Reports und die Entwicklung des Beate-Uhse-Konzerns) fokussierte Untersuchung publizierte 2011 die Politikwissenschaftlerin und Historikerin Sybille Steinbacher. In einem Interview mit Deutschlandradio Kultur bekräftigte sie ihre Schlussfolgerung, dass das prüde Klima der ersten bundesdeutschen Jahrzehnte wesentlich auf den Einfluss kirchennaher Kreise zurückzuführen sei: „Es war gerade die katholische Kirche, der es ja nach dem Zweiten Weltkrieg gelungen ist, sich mehr noch als die evangelische als Siegerin in Trümmern zu stilisieren, und sie hat das Gebiet Moral, Sexualmoral ja ohnehin von jeher besetzt und hat hier sich auch noch einmal eine ganz besondere Deutungsmacht nach dem Zweiten Weltkrieg herausgenommen. Es waren die Theologen, es waren die Wissenschaftler, die Naturwissenschaftler vor allem, die das Themenfeld Sexualität besetzt haben. Und von dieser Seite her dann, auch getragen von der Politik, ist letzten Endes ja, wenn man so will, ein staatliches Programm zum Schutz der Sittlichkeit gestartet worden.“
In den 1970er-Jahren standen Aspekte der politischen Zensur stark im Mittelpunkt. Auch das Thema der „Schere im Kopf“, also der vorauseilenden Selbstzensur, erfuhr eine breite Erörterung. Stark polarisierende Auswirkungen hatten dabei insbesondere die innenpolitischen und polizeilichen Maßnahmen zur Bekämpfung des Terrorismus. Das Dritte Internationale Russell-Tribunal, das explizit die Zustände in der Bundesrepublik Deutschland thematisierte, kam 1979 zu folgender Schlussfolgerung: „In der Tat gibt es in der Bundesrepublik keine offizielle Zensurinstanz. Dennoch findet Zensur in einer Vielzahl von Bereichen statt. Ein wichtiges Instrument für diese nicht offizielle Zensur bilden für den Staat die in den 1970er Jahren verabschiedeten Gesetzesparagrafen wie z. B. §§ 88a und 130a StGB, die dem ‚Gemeinschaftsfrieden‘ dienen sollen, tatsächlich aber selbst wissenschaftliche und literarische Äußerungen über Gewalt strafverdächtig machen. […] Indem durch die Zensurmaßnahmen das Spektrum offiziell und halboffiziell erlaubter Meinungsäußerungen immer stärker eingeengt zu werden droht, entsteht die Gefahr einer Zweiteilung der Gesellschaft. Der normale und herrschende Teil, der sich anpaßt, und der an den Rand gedrängte Teil der Minderheiten.“
Was den Themenbereich sexuelle Darstellungen sowie die damit eng verknüpfte Frage der Pornografie anbelangt, haben sich seit den 1980er-Jahren verstärkt feministische Auffassungen Gehör verschafft. Zum Teil unterzogen sie auch die Liberalisierungstendenzen der 1960er und 1970er einer deutlichen Kritik – insbesondere, was die Darstellung des weiblichen Körpers anbelangt. Eine exemplarische Position wird dabei von der Emma-Herausgeberin Alice Schwarzer vertreten. Ausgehend von Untersuchungen der US-amerikanischen Frauenrechtlerin und Soziologin Andrea Dworkin weisen die Anhänger und Anhängerinnen der PorNO-Kampagne darauf hin, dass die Darstellung des weiblichen Körpers in einem sexistischen Kontext eine Herabwürdigung und damit Gewalt gegen Frauen mit beinhalte. 1978 führte Schwarzer eine auch als Sexismus-Klage bekannt gewordene Unterlassungsklage gegen das Magazin Stern und deren Herausgeber Henri Nannen durch, der allerdings nicht stattgegeben wurde. Die 1987 von Schwarzer initiierte PorNO-Initiative zielt auf ein weitgehendes oder sogar vollständiges Pornografieverbot ab, wobei in einem zu schaffenden Gesetz auch der Begriff der Pornografie neu definiert werden soll. In der feministischen Diskussion ist die Schwarzer-Position umstritten. Kritisch dazu äußerte sich unter anderem die Verlegerin Claudia Gehrke, die in ihrem konkursbuch Verlag die Buchreihe Mein heimliches Auge herausgibt. Auch seitens einiger Sexworker-Organisationen sowie jüngerer Feministinnen wurde an der PorNO-Kampagne Kritik geäußert.
Die beiden Institutionen, die bei Indizierungen und Vertriebs- bzw. Aufführungseinschränkungen am meisten zum Tragen kommen, geraten zwar regelmäßig in die Kritik, beteiligen sich an der Debatte zum Thema Zensur meist wenig. Die Bundesprüfstelle für jugendgefährdende Medien publiziert zwar in regelmäßiger Folge Taschenbücher und Broschüren – vor allem zum Thema Medien und Gewalt. Auf ihrer Webseite stellt die Prüfstelle vor allem organisatorische Aspekte in den Vordergrund. Begleitend online gestellt sind darüber hinaus eine Reihe von Fachpapieren und juristischen Stellungnahmen, die in der Regel die Positionen der Bundesprüfstelle wiedergeben oder argumentativ unterfüttern. Ähnlich sieht es bei den Institutionen der Freiwilligen Selbstkontrolle aus. Öffentliche Stellungnahmen gibt es hingegen von einer Reihe Personen und Verbandsmitgliedern, die sich für eine stärkere Reglementierung in den Bereichen Horrorfilm, bestimmter Musiksparten und Computerspiele ausgesprochen haben. Das Hauptargument der Indizierungsbefürworter, dass die Gewaltdarstellung in Filmen oder das gewalttätige Szenario von Spielen im Endeffekt einen enthemmenden, brutalisierenden Effekt zur Folge habe, dem durch Indizierung zu begegnen sei. Das Engagement der Saarbrücker Lehrerin und Grünen-Angehörigen Christa Jenal für die Indizierung gewaltaffiner Metal-Musik führte schließlich zu einer Diskussion in der Zeitschrift Rock Hard. In der April-Nummer des Magazins 1997 begründete Jenal ihre Ansichten mit Parallelen zum Umweltschutz: Wie es bei der zunehmenden Umweltverschmutzung ein Verbot von krankmachenden Stoffen gibt, halte ich auch eine Diskussion um den Geist und die Psyche krankmachender Produkte für notwendig. LIedtexte, die Menschengruppen diffamieren, Plattencover, die die Menschenwürde mit Füßen treten und die natürliche Ekelgrenze bzw. den Abscheu vor jeglicher Gewalt verhindern, sollten zusätzlich zur Aufklärung mit Verbot belegt werden.
In der aktuellen Diskussion steht vor allem das Thema der Publikationseinschränkungen sowie der damit verbundene Begriff der informellen Zensur im Mittelpunkt. Ein Literatursymposium, das 2010 in Marburg stattfand, widmete sich dem Thema „Kunstfreiheit und Zensur in der Bundesrepublik 1949–2009“ mit unterschiedlichen, zum Teil kontroversen Beiträgen. Einerseits betonten viele Teilnehmer die Herausforderungen, welche insbesondere von den neuen Medien ausgingen. Andere hingegen wiesen auf handfeste Gefahren hin, welche die Presse- und Kunstfreiheit tendenziell einschränken – insbesondere aufgrund der Linie, die sich durch das Verfassungsgerichtsurteil im Fall Esra ergeben habe. Die Stuttgarter Zeitung berichtete, dass einige Teilnehmer die Möglichkeit, derzeit noch Kunst zu schaffen, stark kritisch bewerteten: Der Schriftsteller und Anwalt Georg M. Oswald kommentierte das in Marbach so: Die Grenze zwischen Kunstfreiheit und Persönlichkeitsrecht verlaufe ‚auf der Höhe der Gürtellinie‘. Auch Christian Eichner gab zu bedenken, ob unter solchen Bedingungen Texte wie Goethes ‚Werther‘ oder Thomas Manns ‚Buddenbrooks‘ hätten erscheinen können. Wenn das Urteil über die Frage ‚Was ist Kunst?‘ von Gerichten gefällt werde, wirke das wie ein ‚Damoklesschwert‘, das zur ‚Amputation literarischer Inspiration‘ führen könne.
Propagandistisch genutzt wird das Thema gelegentlich von der rechtsextremen Szene. Einige Sites wie zum Beispiel Thiazi publizieren zu diesem Zweck selektiv ausgewählte Indizierungslisten. Als Autor trat zu diesem Thema auch der einschlägig bekannte Publizist Claus Nordbruch hervor. In einem Buchtitel zum Thema prangerte er einerseits eine Reihe von Zensurmaßnahmen an. Andererseits äußerte er, wegen der in seinen Augen gegebenen Religionsbeleidigung, Verständnis für die Fatwa gegen den iranischen Autor Salman Rushdie.
Breiten Raum nimmt seit einigen Jahren in der gesellschaftlichen Debatte das Spannungsfeld zwischen dem Rechtsgut der Meinungsfreiheit und der aus Meinungsäußerungen resultierenden möglichen Verletzung religiöser Gefühle ein. Diese Debatte ist nicht auf Deutschland beschränkt. Im Blickpunkt stehen hierbei vor allem, aber nicht nur, die religiösen Gefühle von Muslimen. Der ehemalige Ausländerbeauftragte der Thüringer Landesregierung Eckehard Peters sieht in diesem Zusammenhang eine zunehmende Selbstzensur bei Autoren und Verlagen, welche aus Furcht vor Gewalttaten radikaler Muslime vor der Veröffentlichung islamkritischer Werke zurückschreckten. Der Journalist Henryk M. Broder thematisierte in seinem 2006 erschienenen Buch „Hurra, wir kapitulieren! von der Lust am Einknicken“ insbesondere am Beispiel der Mohammed-Karikaturen die Selbstzensur der intellektuellen Linken Deutschlands gegenüber dem Islam. Als Beispiel für vorauseilende Selbstzensur sowie Furcht vor potenziellen Reaktionen radikaler Muslime wird das Beispiel Salman Rushdie und sein Roman Die satanischen Verse ebenfalls immer wieder aufgeführt. Aus Angst vor islamistischen Terroranschlägen war Rushdies Titel zunächst von keinem der etablierten Verlage veröffentlicht worden. Eine Veröffentlichung erfolgte erst durch den eigens für diesen Zweck gegründeten Artikel 19 Verlag. Der katholische Schriftsteller Martin Mosebach hingegen forderte in dem Essay Kunst und Religion: Vom Wert des Verbietens eine strikte Anwendung des Blasphemie-Verbots. Hierbei vertrat er die Auffassung, selbst in einem ganz und gar säkularen, religiös neutralen Staat könne es vonnöten sein, Gotteslästerung zu verbieten und zu bestrafen, wenn die „staatliche Ordnung“ durch sie gefährdet würde. Hierbei verwies er auf eine zunehmende Schicht gläubiger Muslime in Deutschland und die Gefahr, eine „größere Gruppe von Gläubigen [könne sich] durch die Blasphemie in ihren religiösen Überzeugungen so verletzt“ fühlen, „dass ihre Empörung zu einem öffentlichen Problem wird“.

## Zahlen
Eine Aussage über die genaue Anzahl indizierter Medien ist kaum zu treffen. Zum einen liegt dies an der enormen Breite der betroffenen Genres und Formate, zum anderen an der Praxis der BPjM. So listet die BPjM beschlagnahmte Medien explizit nicht auf – weil eine Auflistung eine indirekte Werbung sein könne. Die Zahlenangaben schwanken demzufolge stark. Roland Seim nannte in einem Beitrag für das Onlinemagazin Telepolis eine Zahl von rund 15.000 indizierten Titeln. Auf der aktuellen schwarzen Liste standen – einem bei Heise online erschienenen Beitrag zufolge – im Jahr 2004 rund 5.300 Titel – inklusive Computerspiele und einschlägige Online-Angebote. Ein möglicher Grund für die stark differierenden bzw. widersprüchlichen Angaben sind aktualisierte Listen. Andererseits sind die Listeneinträge der BPjM nicht befristet – was umgekehrt bedeutet, dass umstrittene Einträge von den BPjM-Gutachtern selbst von der Liste genommen werden müssen.
Großteils (noch) aktuell sein dürften einzelne Aufschlüsselungen, die Roland Seim 1997 vorgenommen hat. Danach unterlagen 8 Filme und 130 Videos einem kompletten Verbot. Je etwa zur Hälfte wurden pornografische Darstellungen oder extreme Gewalt moniert. Acht Tonträger waren verboten, über 200 von der BPjM indiziert. Die Mehrzahl der Indizierungen erfolgte aufgrund der Texte; hiervon wiederum betraf das Gros Tonträger-Veröffentlichungen aus dem rechtsextremen Spektrum. Indizierungen aufgrund der Covergestaltung erfolgten vergleichsweise wenige (32 Schallplatten und CDs); das Gros davon betraf Veröffentlichungen aus dem Genre Metal.